# Teatre musical

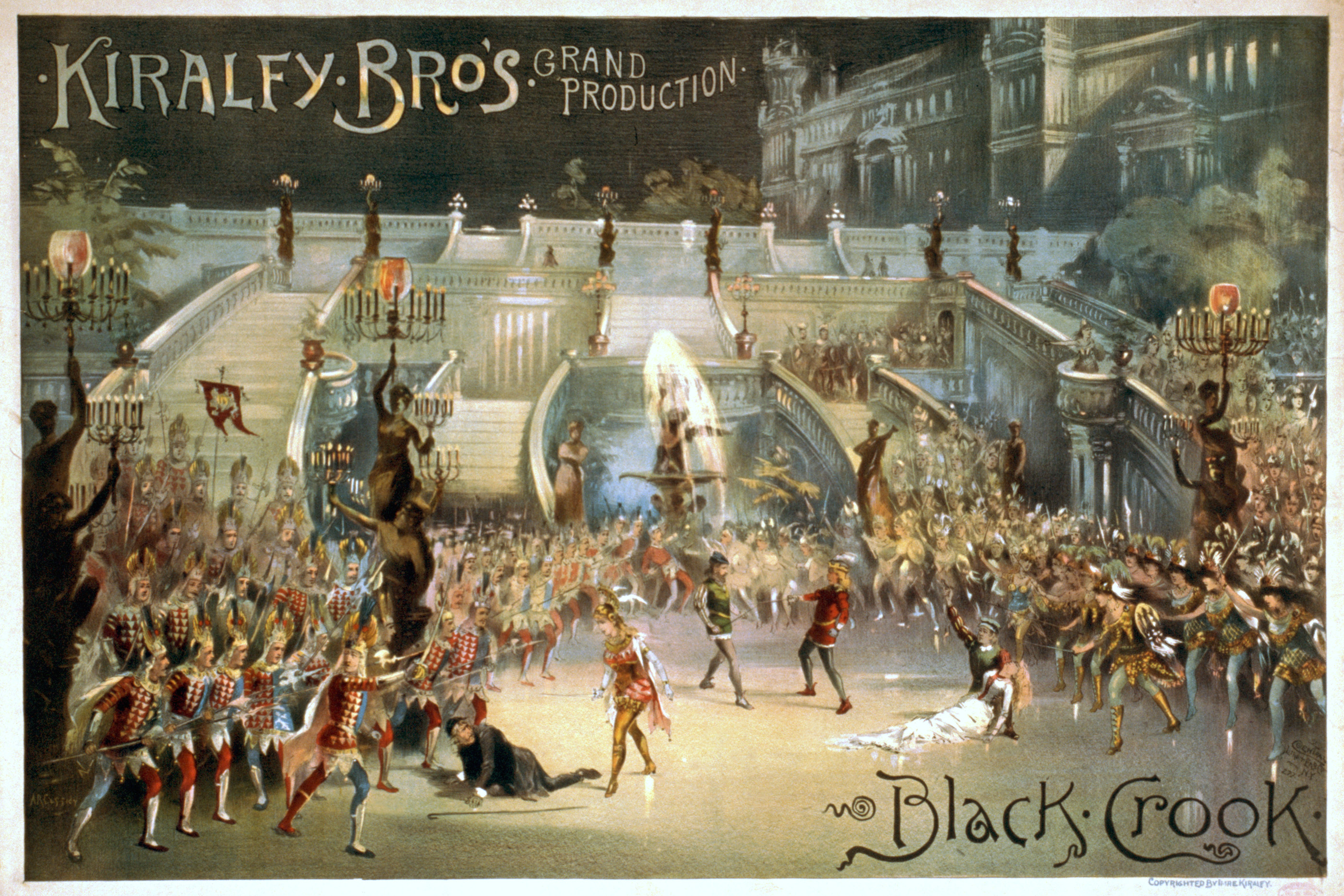
The Black Crook (1866), considerat per alguns historiadors com el primer musical

Un musical o una obra de teatre musical és una forma de teatre que combina música, cançó, ball i diàlegs. El contingut emotiu de la història (humor, pathos, amor, ira…), així com la mateixa història, és transmesa mitjançant les paraules, la música, els moviments i els aspectes tècnics de l'espectacle com una unitat integrada. Des d'inicis del segle xx, els espectacles de teatre musical han estat simplement anomenats musicals.
Se sol representar en grans escenaris, principalment els del West End de Londres i els de Broadway, a Nova York. Produccions amb pressupostos menors acostumen a estrenar-se en teatres més petits, els denominats Off-Broadway, i fins i tot s'ha creat una categoria per a englobar aquelles sales petites en les quals es representen musicals de pressupost molt més reduït. Ja fa temps que els musicals han sortit del seu context anglosaxó original i s'han exportat i adaptat a països de tot el món com Alemanya, Àustria, el Canadà, França, el Japó, els Països Baixos, Austràlia o Espanya.
A cada lloc ha constituït un reclam turístic que s'ha sumat als que cada indret ja posseïa i s'ha sobreposat les diferents tradicions autòctones més o menys fortes de música escènica. En el cas de Catalunya s'ha sumat a les tradicions, de l'òpera, la revista musical i la sarsuela.
Alguns musicals especialment famosos arreu del món, dels quals s'han fet traduccions i adaptacions arreu i s'han portat al cinema són Jesucrist SuperStar, Grease, West Side Story, The Phantom of the Opera, Cats, Les Misérables, Chicago, A Chorus Line, Rent o Mamma Mia!
Els tres components principals d'un musical són la música, les lletres i el llibret. El llibret d'un musical es refereix a la història, i més concretament, a les seves parts parlades; però també pot referir-se al conjunt dels diàlegs i les lletres, als quals es designa, igual que a l'òpera, com el libretto (llibret en italià). La música i les lletres formen la banda sonora del musical.
L'equip creatiu determina en gran manera la interpretació del musical. L'equip creatiu inclou el director, el director musical i habitualment un coreògraf. La producció d'un musical també es caracteritza pels aspectes tècnics com l'escenografia, el vestuari, l'attrezzo, la il·luminació, els quals generalment difereixen d'una producció a una altra (tot i que alguns aspectes famosos de les produccions tendeixen a mantenir-se des de la producció original, com per exemple, la coreografia que Bob Fosse creà per a Chicago). Al segle xx, llibret musical ha estat definit com una obra musical en la qual les cançons i balls estan completament integrats en una història.
No hi ha una longitud establerta per a un musical. Pot anar des d'un entreteniment d'únic acte a diversos actes i diverses hores de duració; però la majoria oscil·len entre una hora o hora i mitja fins a les tres hores. Normalment es representen en dos actes, amb un intermedi de deu o vint minuts. El primer acte gairebé sempre és més llarg que el segon, i generalment conté la major part de la música. Un musical pot estar construït al voltant de quatre o sis tonades principals que es van repetint durant l'espectacle, o en una sèrie de cançons sense relació musical directe. El diàleg parlat apareix normalment inserit entre els números musicals, si bé l'ús del diàleg cantant o recitatiu tampoc no és desconegut, com succeeix en musicals com Les Misérables o Evita.

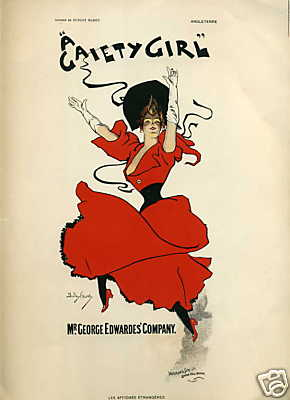
A Gaiety Girl (1893), un dels primers musicals d'èxit

El teatre musical està molt lligat a una altra forma escènica, l'òpera. Aquestes formes es distingeixen contraposant diversos factors: els musicals normalment tenen un major focus en el diàleg parlat (tot i que alguns musicals són enterament cantats, com Jesus Christ Superstar i Les Misérables; mentre que en algunes òperes, com Die Zauberflöte, i en la majoria d'operetes, tenen alguns diàlegs sense acompanyament musical); el ball (particularment fet tant pels actors principals com pel cor); o per l'ús de diversos gèneres de la música popular (o almenys certs estils populars de cant); així com per evitar certes convencions operístiques. En particular, un musical gairebé mai es representa en una altra llengua diferent a la del públic: els musicals produïts a Londres o a Nova York, per exemple, són invariablement en anglès, encara que originàriament haguessin estat escrits en un altre idioma (com, per exemple, Les Misérables, originalment escrit en francès). Mentre que un cantant d'òpera és en principi un cantant, i en segon terme, un actor (i rarament necessita ballar), un actor de musical és primer un actor i després un cantant i un ballarí. Actualment, els compositors de musicals sovint consideren les exigències vocals dels seus personatges tenint present l'intèrpret. A més, actualment, els teatres usen sistemes d'amplificació del so, que serien totalment desaprovats en un context operístic.
Alguns treballs (com, per exemple de George Gershwin, Leonard Bernstein o Stephen Sondheim) han rebut el qualificatiu tant de musical com d'òpera. De manera semblant, algunes operetes antigues o òperes lleugeres (com The Pirates of Penzance de Gilbert & Sullivan) han tingut adaptacions modernes en què han estat tractades com a musicals. Per alguns treballs, els estils de producció són gairebé tan importants com la música o el context dramàtic en definir quina forma d'art formen. Sondheim afirmà que: crec que quan quelcom es representa a Broadway és un musical, i quan es representa en un teatre d'òpera és una òpera. És això. És el territori, el lloc, les expectatives del públic que et fan fer una cosa o una altra.
Els moments de més intensitat dramàtica del llibret del musical sovint són interpretats amb una cançó. Proverbialment, "quan l'emoció esdevé massa gran per parlar, cantes; i quan esdevé massa forta per cantar, balles". Una cançó s'usa habitualment per vestir el personatge i la seva situació en la història; tot i que van haver èpoques en la història del musical (a les dècades del 1890 o del 1920), en què la integració de la música i la història era més aviat tènue. Com va descriure el crític del New York Times Ben Brantley sobre l'ideal de cançó al teatre davant l'estrena del revival del 2008 de Gypsy, "No hi ha separació entre la cançó i el personatge, que és el que succeeix en aquells rars moments quan els musicals assoleixen els motius ideals de ser".
Sovint, un musical comença amb una cançó que marca el to de l'espectacle, presenta a tots o a la majoria dels personatges principals i mostra l'argument. Donada la naturalesa comprimida del musical, els escriptors han de desenvolupar els personatges i l'argument, i la música esdevé un mitjà per expressar les emocions.
El material dels musicals és divers: sovint és original (Rent o Urinetown), però hi ha molts adaptats de novel·les (Wicked i Man of La Mancha), obres de teatre (Hello, Dolly!), llegendes clàssiques (Camelot), fets històrics (Evita) o pel·lícules (The Producers, Hairspray o, fins i tot, d'un clàssic del cinema mut com Metropolis). Per un altre costat, molts musicals d'èxit han estat adaptats al cinema musical, com Somriures i llàgrimes, West Side Story, My Fair Lady i Chicago. Un altre gènere recent de musicals són els musicals jukebox (com, per exemple, Mamma Mia! o Hoy no me puedo levantar), que usen cançons escrites amb anterioritat per un artista o un grup popular en una història, de vegades basada en la vida o en la carrera del personatge o grup en qüestió (Taboo.)

## Antiguitat i Edat Mitjana
El teatre musical a Europa data des de l'antiga Grècia, que incloïa música i dansa a les seves comèdies i tragèdies ja al segle v aC. Tant Èsquil i Sòfocles componien la música que acompanyava les seves obres i coreografiaven els balls del cor. A les comèdies romanes de Plaute al segle iii aC s'incloïen cançons i rutines de dansa realitzades amb orquestracions. Els romans, a més, van incloure innovacions tècniques: per exemple, per fer els passos de ball més audibles en els grans teatres a l'aire lliure, els actors posaven unes peces metàl·liques anomenades "sabilla" a les sabates (les primeres sabates de claqué).
A l'Edat Mitjana, el teatre a Europa consistia en comediants itinerants i petites companyies d'actors que cantaven i oferien comèdia de clatellades. Als segles xii i xiii els drames religiosos, com L'obra d'Herodes o L'obra de Daniel ensenyaren la litúrgia. Posteriorment es van crear els misteris, els quals ensenyaven una història bíblica en diverses parts. Diversos escenaris amb rodes es movien per la ciutat, i un grup d'actors narrava la seva part de la història. Un cop acabaven, el grup es movia i n'arribava un de nou per narrar la seva part. Aquestes obres desenvoluparen una forma autònoma de teatre musical, amb formes poètiques que de vegades alternaven amb formes poètiques i diàlegs en prosa i cants litúrgics.
A l'Índia, el teatre musical també es remunta a l'antiguitat. Els antics drames Sanskrit tenien una natura molt estilitzada amb un èmfasi en l'espectacle, on la música, la dansa i el gest es combinaven per crear una unitat artística vibrant amb el ball i el mim com a centre de l'experiència dramàtica.. Els drames sanskrit eren coneguts com a natya, derivats de la parauta nrit (dansa), que els caracteritzava com a unes danses dramàtiques espectaculars. El teatre tradicional esdevingué popular cap al segle x amb el declivi del teatre sanskrit. Aquestes tradicions regionals inclouen el Yatra de Bengala, el Ramlila del Pradesh superior i el Terukkuttu de Tamil Nadu. En particular, el teatre persa mostrava realisme i fantasia, música i dansa, narrativa i espectacle, diàlegs i una primitiva presentació escenogràfica, interaccionant en un discurs dramàtic del melodrama. Les obres parsis contenien un humor cru, cançons melodioses i sensacionalisme. Aquestes tradicions del teatre musical han prosseguit en el cinema indi, particularment en les pel·lícules musicals produïdes a Bollywood.

## Del Renaixement alseglexviii
Durant el Renaixement, les formes de la comèdia medieval es transformaren en la commedia dell'arte, una tradició teatral italiana on els clowns improvisaven la funció mitjançant històries familiars i, des d'ací, en l'òpera bufa.
A Anglaterra, les obres isabelines i jacobines sovint incloïen música, amb orgues, violes, llauds i gaites abans i durant la funció. Les funcions, particularment les grans històries i les tragèdies, sovint eren interrompudes per una curta peça musical, potser derivada de l'intermezzo italià, amb música, bromes i balls, o eren seguides per un afterpiece, sovint consistent en un diàleg escandalós per fer entrar tonades populars, anticipant l'òpera de balada. Les màscarades cortesanes es desenvoluparen durant l'època Tudor. Les Mascarades eren elaborades funcions amb música, dansa, cançons i actuacions, sovint amb un vestuari car i una escenografia complexa. Entre els autors destacats trobem a Inigo Jones i a Ben Jonson. Shakespeare va incloure parts de màscares en diverses de les seves obres.
Les seccions musicals de màscares desenvoluparen les obres cantades, que esdevingueren les òperes angleses, de les que es considera que la primera va ser The Siege of Rhodes (1656), de William Davenant, que es representà en origen en una funció privada. A França, mentre que Molière convertia diverses de les seves farses en entreteniments musicals amb cançons (amb música de Jean Baptiste Lully) i balls a la fi del segle xvii. La seva Psyche va ser el model per a una òpera anglesa de Thomas Shadwell, The Miser, produïda el 1672. Davenant també produí el 1667 The Tempest, sent la primera obra de Shakespeare adaptada al musical, i que posteriorment va ser adaptada per Shadwell en una òpera el 1674 (composta per Matthew Locke, entre d'altres). Cap al 1683, John Blow compongué Venus and Adonis, sovint considerada com realment la primera òpera en anglès. A Blow li seguí i un breu període d'òpera en anglès. Després de la mort de Carles II, l'òpera anglesa començà a estar passada de moda.
Cap al segle xviii, a la Gran Bretanya, França i Alemanya es van fer populars dues formes de teatre musical: les òperes balladístiques, com The Beggar's Opera (1728), de John Gay, escrites a base de cançons populars del moment, i les òperes còmiques, amb partitures originals i principalment arguments romàntics, com The Bohemian Girl (1845), de Michael Balfe. Altres formes de teatre musical durant el segle xix, com el vodevil, el music hall britànic, el melodrama i el burlesque. Els melodrames i els burlescs, en particular, es popularitzaven en part perquè la majoria dels teatres de Londres només tenien llicència com a music halls i no podien presentar obres sense música. En qualsevol cas, la manera com s'anomenava a una peça no definia necessàriament el que era. L'extravaganza de Broadway The Magic Deer (1852) es publicitava com Una Serio Còmico Tràgico Històrico Extravagant i Burlesc Conte d'Encantament ("A Serio Comico Tragico Operatical Historical Extravaganzical Burletical Tale of Enchantment.").
La primera obra de llarga duració de la qual es té notícia va ser, que es representà en 62 funcions consecutives el 1728. costaria gairebé un segle que una obra trenqués la barrera de les 100 funcions, amb Tom and Jerry, basat en el llibre Life in London (1821), i el rècord ben aviat arribà a 150 a la fi dels anys 1820.
A l'Amèrica colonial el teatre no va tenir una presència significativa fins al 1752, quan l'empresari teatral londinenc William Hallan va enviar una companyia de 12 actors a les colònies amb el seu germà Lewis com a director. Van establir un teatre a Williamsburg (Virgínia) que s'estrenà amb The Merchant of Venice i The Anatomist. A l'estiu de 1753, es desplaçaren a Nova York, interpretant òperes-balades com The Beggar's Opera i farses com Damon and Phillida. En la dècada de 1840, P. T. Barnum dirigia un complex d'entreteniment al baix Manhattan. El teatre novaioquès es desplaçà del baix Manhattan al midtown cap a la dècada de 1850, buscant terrenys més econòmics, i no va arribar a la zona de Times Square fins a la dècada de 1920. El primer musical de gran èxit de llarga duració a Broadway va ser un èxit que arribà a les 50 funcions anomenat The Elves el 1857. Les estades de les obres de Nova York eren molt inferiors a Londres, però el "musical burletta" Seven Sisters (1860), de Laura Keene, trencà les barreres de Nova York amb 253 funcions.

## Desenvolupament de la comèdia musical
La primera peça teatral que conforma la concepció moderna del musical, afegint ball i música original que ajudava a narrar la història, es considera que va ser The Black Crook, que s'estrenà a Nova York el 12 de setembre de 1866. La producció durava cinc hores i mitja, però malgrat la seva llarga durada, va assolir un rècord amb 474 funcions. El mateix any, The Black Domino/Between You, Me and the Post va ser el primer espectacle que es va nomenar a si mateix com una comèdia musical. Paral·lelament, a Anglaterra, el teatre musical consistia principalment en el music hall, adaptacions d'operetes franceses i de burlesques, notablement al Gaiety Theatre, notablement a inicis de 1868. Davant de tot això es crearen també entreteniments familiars com German Reed Entertainments.
Els comediants Edward Harrigan i Tony Hart van produir i protagonitzar musicals a Broadway des de 1878 (The Mulligan Guard Picnic) fins a 1885, amb llibret de Harrigan i música del seu sogre David Braham. Aquestes comèdies musicals presentaven personatges i situacions preses del dia a dia novaiorquès, en especial de les classes baixes, i representà un pas significatiu des del vaudeville i el burlesque cap a una forma encara més literària. Van tenir cantants de gran qualitat (Lillian Russell, Vivienne Segal i Fay Templeton), en lloc de les dames de qüestionable reputació que havien protagonitzat els seus musicals anteriors.

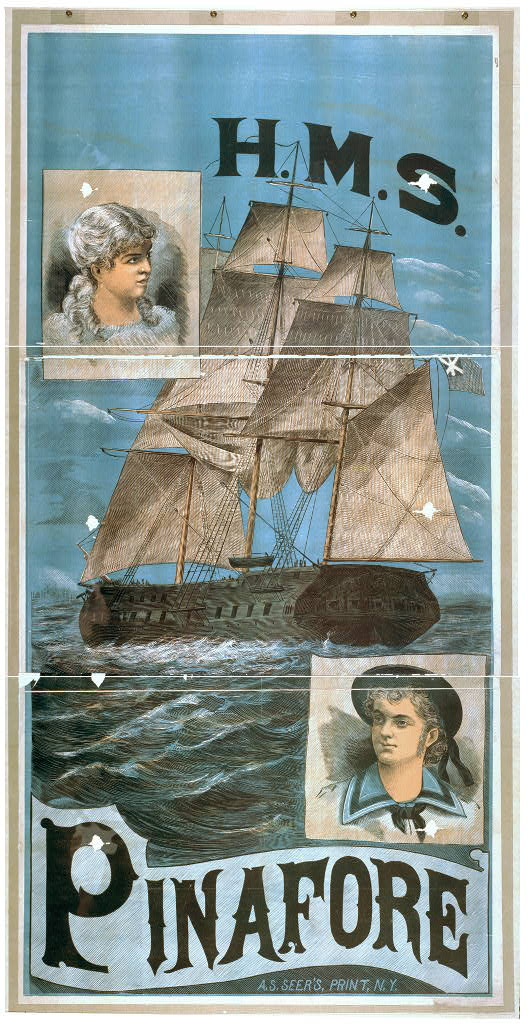
Cartell d'una de les primeres produccions de HMS Pinafore.

La durada dels espectacles teatrals canvià ràpidament, alhora que naixia el musical modern. A mesura que els mitjans de transport milloraven, la pobresa als carrers de Londres i Nova York disminuïen, i la il·luminació dels carrers millorava i feia que circular de nit fos més segur, la xifra d'espectadors pels teatres s'incrementà enormement. Les obres podien representar-se més temps, amb majors beneficis i unes produccions millorades. La primera obra que arribà a les 500 funcions consecutiva va ser la comèdia (no musical) Our Boys, que s'estrenà el 1875 a Londres, que marcà un rècord de 1.362 funcions.
Aquesta marca no va ser igualada al teatre musical fins a la I Guerra Mundial, tot i que el teatre musical sí que superà ben aviat la xifra de les 500 funcions a Londres, les més notables de totes elles van ser la dotzena d'òperes còmiques de gran èxit de Gilbert & Sullivan, incloent-hi HMS Pinafore el 1878 i The Mikado el 1885. El 1878, The Chimes of Normandy, adaptació anglesa de Les Cloches de Corneville, superà qualsevol de les marques de Gilbert & Sullivan arribant a les 705 funcions. Aquesta marca no va ser superada fins al 1886 per Dorothy, d'Alfred Cellier i B. C. Stephenson, amb 931 funcions. Entre els altres compositors britànics notables de l'època trobem a Edward Solomon i a F. Osmond Carr. Els espectacles més populars també van tenir produccions d'èxit a Nova York, així com gires per Gran Bretanya, Amèrica, Europa, Àsia Austral i Sud-àfrica. Aquests espectacles eren dirigits a públics respectables, un contrast marcat amb els burlesques, els melodrames, els espectacles de music hall i les operetes franceses mal traduïdes que dominaven l'escenari a inicis del segle xix.
A Trip to Chinatown, de Charles Hoyt's (1891), va ser l'espectacle de més llarga durada a Broadway fins a Irene (1919), representant-se en 657 funcions. Les òperes còmiques de Gilbert & Sullivan van ser tant piratejades com imitades a Nova York amb produccions com Robin Hood, de Reginald de Koven (1891); o El Capitan, de John Philip Sousa (1896). A Trip to Coontown (1898) va ser la primera comèdia musical enterament produïda i interpretada per afroamericans a un teatre de Broadway, seguit per Clorindy the Origin of the Cakewalk (1898) i per la tremendament reeixida In Dahomey (1902). Entre 1890 i 1900 es representaren centenars de comèdies musicals a Broadway, amb compositors com Gus Edwards, John Walter Bratton i George M. Cohan (Little Johnny Jones (1904)). Tot i això i amb algunes excepcions, les estades als teatres de Broadway era curta, especialment al comparar-les amb les estades a Londres, tendència que es va mantenir fins als anys 20.

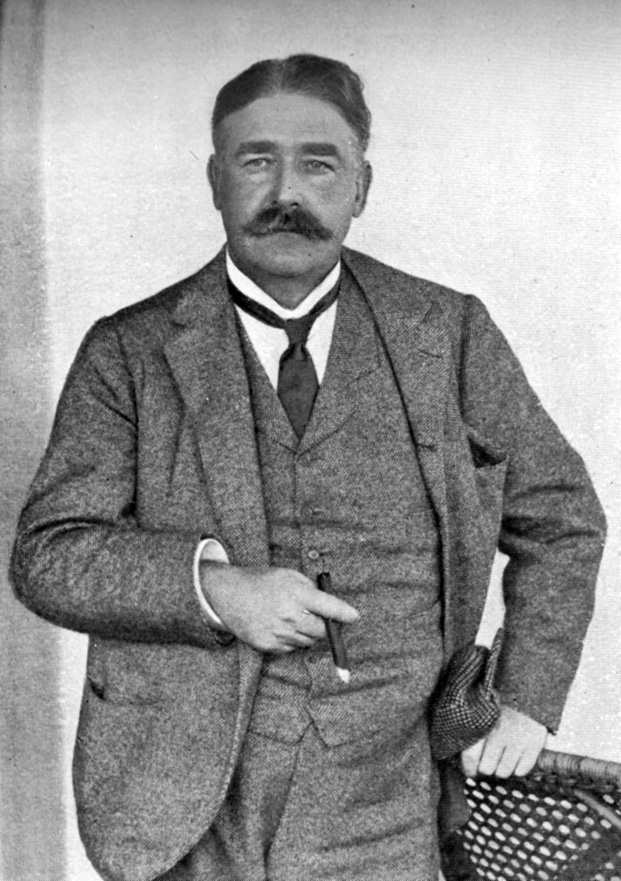
George Edwardes

George Edwardes havia abandonat la direcció del Savoy Theatre de Richard D'Oyly Carte, passant a dirigir el Gaiety Theatre, i, d'inici, millorà la qualitat de les velles burlesques. Es va adonar que el públic volia una nova alternativa a l'estil de les òperes savoianes, i la seva sàtira absurda, intel·lectual i política. Experimentà amb un vestuari més modern un estil de teatre més familiar, amb cançons populars i uns arguments romàntics. Aquests bevien de les tradicions de l'òpera còmica, usant també elements del burlesque i de les peces de Harrigan i Hart. Va substituir les dones dels burlesques amb uns cossos de ball respectables, cantant Gaiety Girls per completar l'entreteniment visual i musical. L'èxit de la primera de totes elles, In Town el 1892 i A Gaiety Girl el 1893, confirmà que Edwardes havia pres el camí correcte. Aquestes comèdies musicals com ell les va anomenar, revolucionaren els escenaris londinencs i marcaren el to de les 3 dècades següents.
Els primers èxits Gaiety d'Edwardes incloïen una sèrie d'històries romàntiques, en les que una noia pobre estima un aristòcrata, i el guanya malgrat tots els obstacles, i normalment als títols sempre hi apareixia la paraula Girl (noia), com a including The Shop Girl (1894) i A Runaway Girl (1898), amb música d'Ivan Caryll i Lionel Monckton. Aquests espectacles van ser copiats ràpidament a la resta de teatres de Londres (i poc després a Amèrica), i la comèdia musical edwardiana va fer definitivament un pas endavant respecte a les primeres formes musicals d'òperes còmiques i operertes. Al Daly's Theatre, Edwardes presentà alguns èxits més complexos. The Geisha (1896, de Sidney Jones amb lletres de Harry Greenbank i Adrian Ross; i San Toy (1899), també de Jones, que rutllaren durant més de dos anys i gaudiren un gran èxit internacional.
La comèdia musical britànica Florodora (1899), de Leslie Stuart i Paul Rubens va trencar motlles a ambdós costats de l'Atlàntic, com també A Chinese Honeymoon (1901), del llibretista britànic George Dance i el compositor americà Howard Talbot, que es representà a Londres en 1.074 funcions i 374 a Nova York marcà un record. The Belle of New York (1898) rutllà en 697 funcions a Londres, després d'una breu estada a Nova York, sent el primer musical americà que va estar-se més d'un any a Londres. Després del canvi de segle, Seymour Hicks, qui uní forces amb el productor americà Charles Frohman, va escriure diversos espectacles populars amb el compositor Charles Taylor i d'altres, mentre que Edwardes i Ross seguien presentant èxits com The Toreador (1901), A Country Girl (1902), The Orchid (1903), The Girls of Gottenberg (1907), Our Miss Gibbs (1909), The Arcadians (1909) i The Quaker Girl (1910).

## L'Opereta i la I Guerra Mundial
Probablement els compositors d'opereta més coneguts són Jacques Offenbach i Johann Strauss II. A Anglaterra de 1879 i 1880, W. S. Gilbert i Arthur Sullivan van crear una alternativa familiar a l'opereta francesa, amb l'estil de l'òpera còmica britànica. Si bé els musicals britànics i americans de la dècada de 1890 i els primers anys del segle xx havien escombrat virtualment de l'escenari operetes i òperes còmiques, les operetes tornaren a Londres i a Broadway el 1907 amb The Merry Widow, i durant una temporada, les operetes i els musicals esdevingueren competidors.

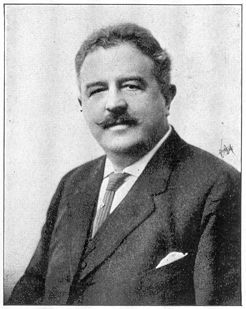
Victor Herbert

Als primers anys del segle xx, les adaptacions a l'anglès de les operetes del segle xix, així com les noves operetes compostes per una nova generació de compositors europeus, com Franz Lehár i Oscar Straus entre d'altres, juntament amb les composicions de Victor Herbert, el treball del qual incloïa tant obres musicals amb moderns dissenys com obres amb l'estil de les operetes (The Fortune Teller (1898), Babes in Toyland (1903), Mlle. Modiste (1905), The Red Mill (1906) i Naughty Marietta (1910)). A aquests compositors se'ls uniren els compositors i libretistes britànics i americans de la dècada de 1910, com P. G. Wodehouse, Guy Bolton i Harry B. Smith (els "Princess Theatre" shows). Seguint les petjades de Gilbert & Sullivan, van preparar el camí pels darrers treballs de Jerome Kern, mostrant que un musical podia tenir l'entreteniment popular amb una continuïtat entre la història i les cançons.
El guanyador d'aquesta competició entre l'opereta i el teatre musical va ser el públic, que necessitava un entreteniment que l'esvaís durant els temps foscos de la I Guerra Mundial, i que s'abocà als teatres a veure els èxits del teatre musical com Maid of the Mountains, Irene (que amb 670 funcions va marcar un rècord a Broadway fins a Hellzapoppin, el 1938) i, especialment Chu Chin Chow, (que rutllà en 2,238 funcions, més del doble que qualsevol musical anterior, i que marcà un rècord durant 40 anys fins a Salad Days); i així com revistes populars com The Bing Boys Are Here. El llegat d'aquests compositors d'operetes va servir d'inspiració a la nova generació que arribaria als anys 20 i 30, entre els que apareixerien Rudolf Friml, Irving Berlin, Sigmund Romberg, George Gershwin i Noël Coward; que alhora influenciarien a Rodgers, Sondheim, i a molts més durant el segle.
Al mateix temps, la primacia del teatre musical britànic a la fi del segle xix va decaure i a poc a poc es va veure substituït per les innovacions americanes des de les primeres dècades del segle xx, quan George M. Cohan omplia els teatres amb vius entreteniments, els compositors Tin Pan Alley començaren a produir èxits internacionals, es creaven estils nous com el ragtime i el jazz, i els Shubert Brothers començaren a controlar els teatres de Broadway. L'escriptor Andrew Lamb afirma que l'èxit dels treballs nord-americans respecte als europeus en les primeres dècades del segle xx arribà per un canvi en el rerefons social. L'operativitat i els estils teatrals de les estructures socials del segle xix van ser substituïdes per un estil musical més apte a la societat del segle xx i al seu idioma vernacle. Va ser a Amèrica on va emergir aquest estil més directe, i va ser a Amèrica on va poder florir en una societat en desenvolupament menys hieràtica que la tradició del xix.

## Els bojos anys vint i la Gran Depressió
El cinema era un desafiament per a l'escenari. En un inici, el cinema era mut i només representava una tímida amenaça pel teatre; però a final de la dècada dels 20, pel·lícules com The Jazz Singer tenien un so sincronitzat, i els crítics es preguntaren si el cinema arribaria a substituir al teatre. Els musicals durant els Bojos Anys 20 passaven pel vodevil, el music hall i d'altres entreteniments lleugers, amb una tendència a ignorar la trama en favor d'emfatitzar als protagonistes, amb grans rutines de ball i cançons populars. Durant la primera meitat del segle xx, la música popular va estar dominada pels escriptors de teatre. Molts espectacles eren revistes amb un argument mínim. Per exemple, Florenz Ziegfeld produí anualment espectaculars revistes de cançons i ball a Broadway, amb decorats extravagants i un elaborat vestuari, però gairebé no hi havia lligam entre els diversos números. A Londres, les Aldwych Farces tenien un èxit similar, amb estrelles com Ivor Novello molt populars. Aquests espectacles també feien augmentar els costos de producció, i muntar un musical era cada vegada més car.
Entre les produccions de l'època trobem títols com Sally; Lady Be Good; Sunny; No, No, Nanette; Oh, Kay!; i Funny Face. Els seus argument podien ser oblidables, però tenien cançons avui clàssiques de George Gershwin, Cole Porter, Jerome Kern, Vincent Youmans, i Richard Rodgers i Lorenz Hart; i estrelles com Marilyn Miller i Fred Astaire. El públic es dirigia cap a aquests musicals a ambdós costats de l'Atlàntic mentre que continuava glorificant operetes populars de Noel Coward a Londres i Sigmund Romberg i Rudolf Friml a Amèrica. Clarament, el cinema no mataria al teatre.
Deixant de banda aquests entreteniments frívols, el drama va fer un pas de gegant amb Victor Herbert i l'opereta Show Boat, que s'estrenà el 27 de desembre de 1927 al Ziegfeld Theatre a Nova York, i que representà la fusió completa del llibret i la partitura. Show Boat, amb llibret de lletres adaptades per Oscar Hammerstein II i P. G. Wodehouse i música de Jerome Kern, a partir de la novel·la de Edna Ferber, presentà un nou concepte que encantà immediatament al públic. Aquí tenim un gènere completament nou, una obra musical que es distingeix de la comèdia musical. Ara... l'obra és el centre, i tota la resta està supeditat a l'obra. Ara... ve la integració completa de les cançons, l'humor i els números de producció en una única i inextricable entitat artística. La producció original rutllà en 572 (o 575, depenent de la font) funcions; tot i que es quedà pel darrere de les produccions londinenques, en que The Beggar's Opera començà en unes sorprenents 1.463 funcions al Lyric Theatre de Hammersmith, Anglaterra.

## 1930

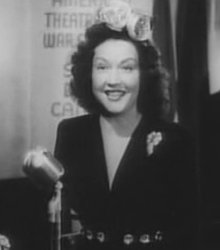
Ethel Merman

La Gran Depressió afectà les audiències teatrals a ambdós costats de l'Atlàntic, i la gent no tenia diners per gastar-se en entreteniment. A més, la irrupció del cinema sonor i els seus preus barats eren un gran desafiament per a tota mena de teatres. Només alguns pocs espectacles aconseguiren superar a Broadway o a Londres el llistó de les 500 funcions. Però, malgrat això, va ser un moment molt excitant en el desenvolupament del teatre musical. Encoratjats per l'èxit de Show Boat, els equips creatius començaren a seguir el format d'aquest èxit. Of Thee I Sing (1931), una sàtira política amb música de George Gershwin i lletres d'Ira Gershwin i Morrie Ryskind, va ser el primer musical guardonat amb el Premi Pulitzer. The Band Wagon (1931), protagonitzat per Fred Astaire i la seva germana Adele. Anything Goes (1934), de Cole Porter va confirmar la posició d'Ethel Merman com a Primera Dama del Musical, títol que mantindria durant molts anys. As Thousands Cheer (1933), de Irving Berlin i Moss Hart, va ser un èxit que marcà el darrer show de Marilyn Miller i el primer espectacle de Broadway protagonitzat per una afroamericana, Ethel Waters.
Porgy and Bess (1935), de George Gershwin, estava un pas més a prop de l'òpera que Show Boat i d'altres musicals de l'època. The Cradle Will Rock (1937), amb llibret i música de Marc Blitzstein i dirigit per Orson Welles, era una peça molt polititzada que, malgrat la controvèrsia que la va envoltar, aconseguí realitzar 108 funcions. Knickerbocker Holiday, de Kurt Weill, portà a l'escenari la història de la ciutat de Nova York, usant com a font escrits de Washington Irving, mentre que satiritzava les bones intencions del President Franklin D. Roosevelt..

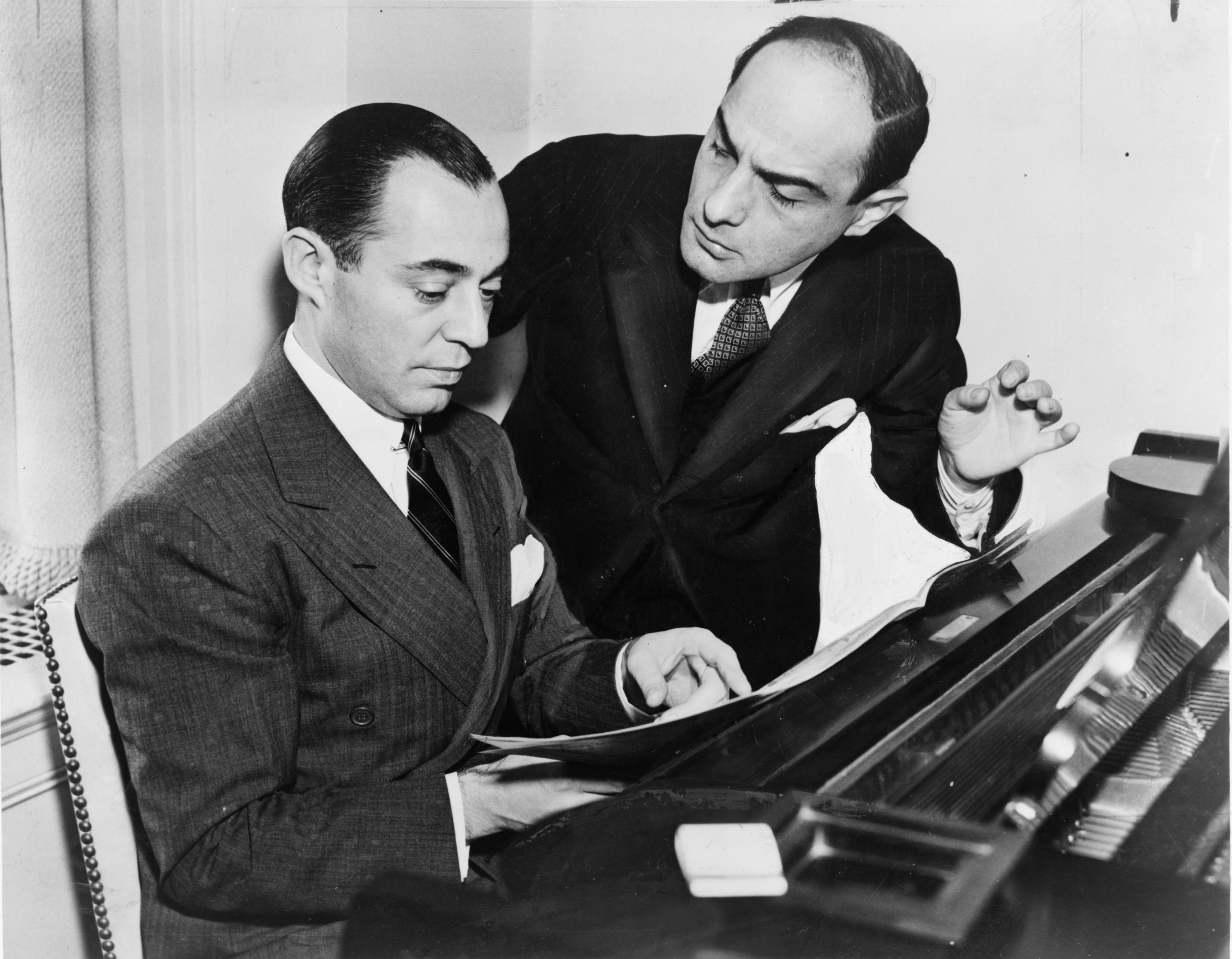
Rodgers & Hart

Els escriptors britànics, com Noel Coward o Ivor Novello, seguiren escrivint musicals sentimentals i passats de moda, com The Dancing Years. De manera semblant, Rodgers & Hart tornaren de Hol·lywood per presentar una sèrie d'èxits de Broadway, incloent-hi On Your Toes (1936, amb Ray Bolger, el primer musical de Broadway que va fer un ús dramàtic de la dansa clàssica) Babes in Arms (1937), I'd Rather Be Right, una sàtira política amb George M. Cohan com el President Roosevelt, i The Boys From Syracuse (1938); a més de Cole Porter, qui també va escriure una sèrie d'èxits com Anything Goes (1934) and DuBarry Was a Lady (1939). Porter posteriorment escriuria d'altres clàssic som Can-Can (1953) i Silk Stockings (1955); però el musical de més llarga durada a la dècada dels 30 va ser Hellzapoppin' (1938), una revista amb participació del públic que es representà en 1.404 funcions, i que situà un nou rècord a Broadway que no va ser batut fins a Oklahoma!.
Malgrat les dificultats econòmiques del moment i la competència del cine, els musicals van sobreviure. De fet, el moviment cap a la sàtira política a Of Thee I Sing, I'd Rather Be Right o Knickerbocker Holiday, juntament amb la sofisticació musical de compositors com Gershwin, Kern, Rodgers i Weill, i l'estil naturalista dels diàlegs creat pel director George Abbott van mostrar que el musical era quelcom més que els gags i les noies del Gay Nineties o Roaring Twenties, o que el romanç sentimental de l'opereta.

## "L'edat d'or" (anys 40 a 60)

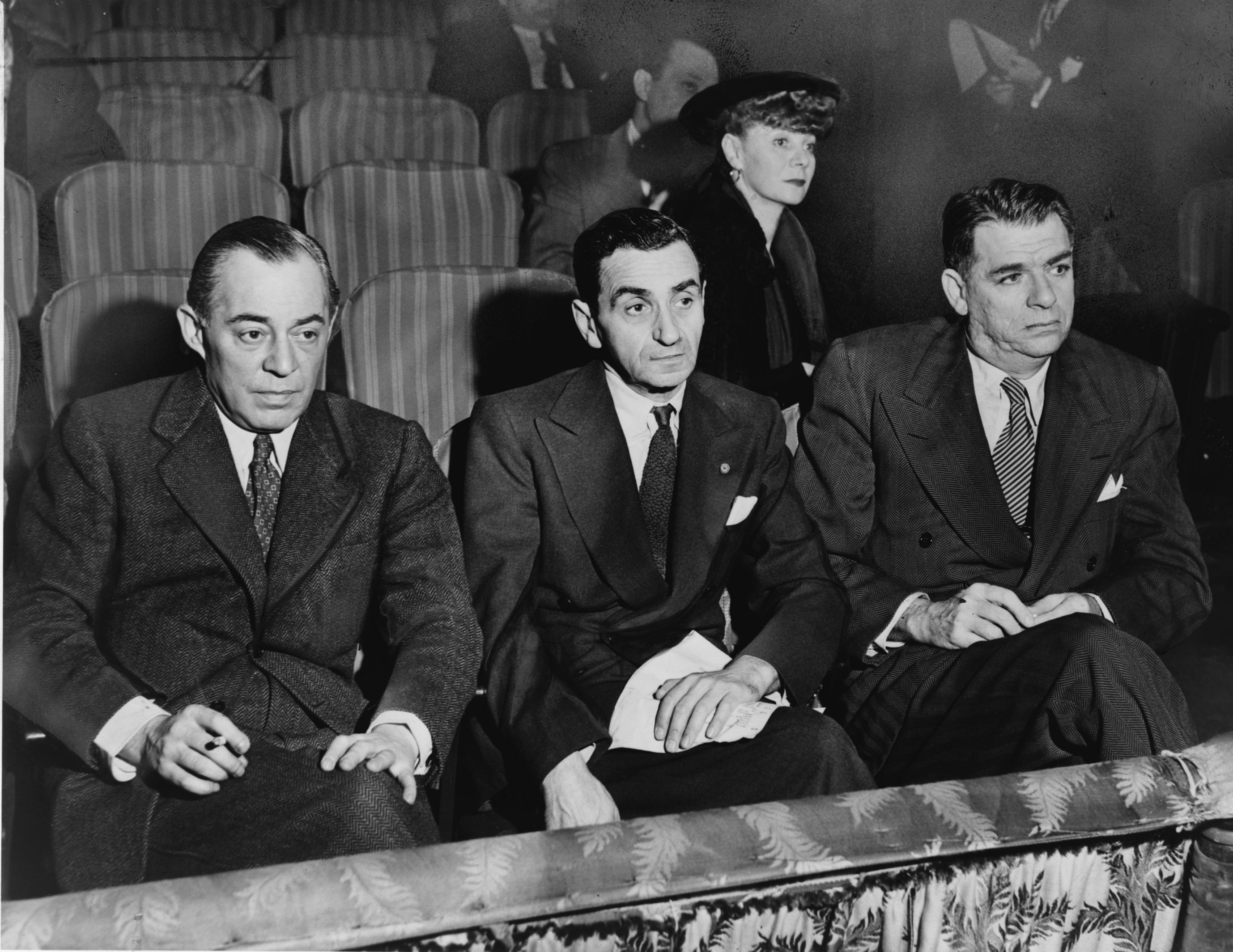
Rodgers & Hammerstein (esquerra i dreta) i Irving Berlin (centre)

La dècada de 1940 començaria amb nous èxits de Porter, Irving Berlin, Rodgers & Hart, Weill i Gershwin, alguns dels quals farien més de 500 funcions mentre que l'economia reflotava, tot i que els canvis artístics encara estaven a l'aire.
Oklahoma!, de Rodgers & Hammerstein, completà la revolució iniciada per Show Boat, integrant completament tots els aspectes del teatre musical, amb una trama cohesionada, cançons que seguien l'acció de la història, i uns balls que avançaven l'argument i desenvolupaven els personatges, en lloc d'usar el ball com una excusa per fer sortir noies per l'escenari. Rodgers i Hammerstein contractaren la coreògrafa de ballet Agnes de Mille, qui usava els moviments diaris per ajudar els personatges a expressar les seves idees. Definí les convencions del musical pujant el teló del primer acte i mostrant, en lloc d'un grup de coristes, una dona batent mantega i cantant Oh, What a Beautiful Mornin'. Va ser el primer espectacle de Broadway de gran afluència, amb un total de 2.212 funcions, passant posteriorment al cinema. William A. Everett i Paul R. Laird van escriure que a partir d'aquell moment es començarien a identificar les èpoques al teatre d'acord amb la seva relació amb Oklahoma!"
'"Després d'Oklahoma!, Rodgers i Hammerstein van ser els contribuents més importants a les formes del musical... els exemples van aparèixer en la creació d'obres vitals, sovint riques de pensament social, que van donar prou coratge a altres escriptors qualificats per crear musicals propis". Tots dos junts crearen una col·lecció extraordinària amb alguns dels títols més celebrats, com Carousel (1945), South Pacific (1949), The King and I (1951) o The Sound of Music (1959).
Americana va aparèixer a Broadway durant l'Època Dorada, mentre que els espectacles del temps de guerra apareixien. Un exemple podria ser On the Town (1944), escrit per Betty Comden i Adolph Green, amb música de Leonard Bernstein i coreografia de Jerome Robbins. El musical succeeix durant la guerra, quan tres mariners tenen un permís de 24 hores a Nova York. Durant el dia, cadascun d'ells coneix una noia. Les 3 dones tenen un poder específic cap als mariners, com si diguessin, "Vine! Necessito un home!". L'espectacle també donava la impressió d'un país amb un futur incert, el mateix que els succeïa als mariners quan havien de deixar a les noies.
Oklahoma! inspirà a d'altres a seguir el camí. Irving Berlin usà la història d'Annie Oakley com a base pel seu Annie Get Your Gun (1946, 1.147 funcions); Burton Lane, E. Y. Harburg i Fred Saidy combinaren la sàtira política amb els capricis irlandesos a Finian's Rainbow (1947, 1.725 funcions); i Cole Porter trobà la inspiració en La feréstega domada de William Shakespeare per Kiss Me, Kate (1948, 1.077 funcions). Els musicals americans superaren els estils Coward/Novello passats de moda, un dels darrers èxits dels quals va ser de Novello Perchance to Dream (1945, 1.021 funcions).

### 1950

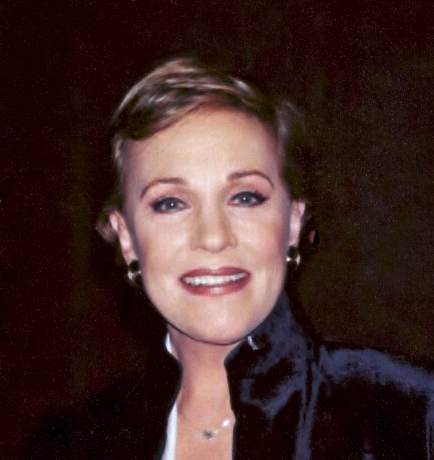
Julie Andrews

Els personatges eclèctics de Damon Runyon formaven el nucli de Guys and Dolls, (1950, 1,200 funcions) de Frank Loesser i Abe Burrows; i la febre de l'or de Califòrnia va ser l'argument de Paint Your Wagon (1951), d'Alan Jay Lerner i Frederick Loewe. La relativament curta estada d'aquest espectacle als escenaris (només 7 mesos) no va acobardir a Lerner & Loewe per tornar a col·laborar de nou, en aquesta ocasió amb My Fair Lady (1956), una adaptació del Pygmalion de George Bernard Shaw, protagonitzada per Rex Harrison i Julie Andrews, que amb 2.717 funcions va ser l'espectacle de més llarga duració durant molts anys. Les adaptacions de Hol·lywood de tots aquests musicals els van fer molt populars a tot el món. The Boy Friend (1954) es representà en 2.078 funcions a Londres, esdevenint durant un breu temps el tercer musical de més llarga durada (després de Chu Chin Chow i Oklahoma!); i fins que va ser superada per Salad Days. Un altre rècord va ser marcat per The Threepenny Opera, que rutllà en 2.707 funcions, esdevenint el musical de l'off-Broadway de més llarga duració fins a The Fantasticks. La producció també trencà motlles al demostrar que els musicals també podien tenir beneficis representant-se al off-Broadway en petita escala i amb una orquestra de petit format. Això quedà confirmat el 1959 quan un revival de Leave it to Jane de Jerome Kern i P. G. Wodehouse, rutllà durant més de dos anys. La temporada 1959-1960 de l'off-Broadway va incloure una dotzena de musicals i revistes, incloent-hi Little Mary Sunshine, The Fantasticks i Ernest in Love, una adaptació musical de l'èxit d'Oscar Wilde, La importància de ser Frank.

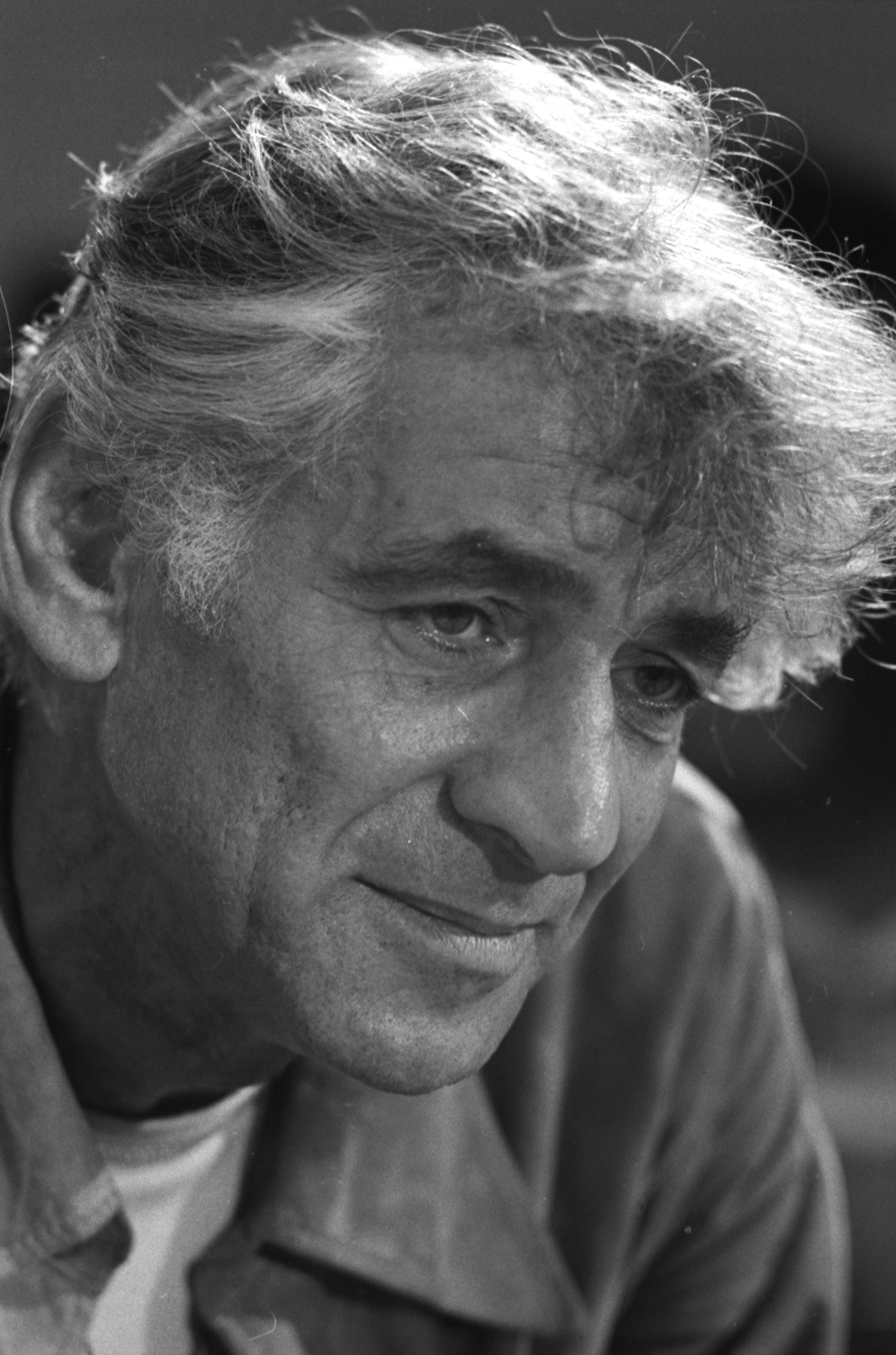
Leonard Bernstein, 1971

Igual que a Oklahoma, la dansa era una part integral de West Side Story (1957), que transportava Romeo i Julieta a l'actualitat a Nova York; i convertint les famílies rivals dels Montesco i Capuletos en bandes rivals, els Jets i els Sharks. El llibret va ser adaptat per Arthur Laurents, amb música de Leonard Bernstein i lletres del nouvingut Stephen Sondheim. Si bé els crítics la van aclamar, no va aconseguir ser un èxit de públic, que preferí la petita ciutat de River City, Iowa, on tenia lloc The Music Man de Meredith Willson al Upper West Side de Manhattan. Aparentment, els votants dels Premis Tony pensaven igual, ja que la segona resultà més premiada. West Side Story tingué una respectable estada de 732 funcions (1.040 al West End), mentre que The Music Man va estar-se gairebé el doble, amb 1.375. En canvi, l'adaptació cinematogràfica de West Side Story va ser un gran èxit.
Laurents i Sondheim es tornaren a reunir per Gypsy (1959, 702 funcions), amb música de Jule Styne, per a presentar la història sobre la mare més obsesivament conductora dels seus fills: la mama Rose, mare de la stripper Gypsy Rose Lee. La producció original es representà en 702 funcions, i ha tingut 4 revivals, amb Angela Lansbury, Tyne Daly, Bernadette Peters i Patti LuPone prenent el paper que Ethel Merman va fer famós.
La dècada dels 50 acabà amb el darrer èxit de Rodgers & Hammerstein, The Sound of Music, que també va ser un nou èxit per Mary Martin. Rutllà durant 1.443 funcions i compartí el Premi Tony al Millor Musical. Juntament amb la seva adaptació cinematogràfica de 1965, esdevingué un dels musicals més populars de tota la història.

### 1960
El 1960, The Fantasticks va ser produït per primera vegada al Off-Broadway. Aquest espectacle íntim es representà durant més de 40 anys al Sullivan Street Theatre de Greenwich Village, esdevenint el musical de més llarga duració de tota la història. Els seus autors també produïren d'altres treballs innovadors a la dècada dels 60, com Celebration i I Do! I Do!, el primer musical de Broadway amb només dos personatges. Els 60 també veurien arribar diversos musicals de gran èxit de públic, com Fiddler on the Roof (1964; 3.242 funcions), Hello. Dolly! (1964; 2.844 funcions), Funny Girl (1964; 1.348 funcions), i Man of La Mancha (1965; 2.328 funcions); així com altres peces més arriscades com Cabaret, abans que emergissin els musicals rock. En aquesta dècada també començarien a despuntar dos noms que tindrien un impacte considerable en la història del teatre musical Stephen Sondheim i Jerry Herman.
El primer projecte pel que Sondheim va escriure la lletra i la música va ser A Funny Thing Happened on the Way to the Forum (1962, 964 funcions), amb un llibret de Burt Shevelove i Larry Gelbart basat en les comèdies de Plaute, i protagonitzada per Zero Mostel. Sondheim va moure el musical de la seva concentració dels típics arguments romàntics; amb un treball dirigit cap a punts més foscos. Alguns dels seus treballs primerencs inclouen Anyone Can Whistle (1964, que tot i haver estat protagonitzats per estrelles com Lee Remick i Angela Lansbury, va ser un fracàs absolut amb només 9 funcions) Company (1970), Follies (1971), i A Little Night Music (1973). Sondheim ha trobat la inspiració en tota mena de fons: l'obertura del Japó al comerç amb occident per Pacific Overtures, un barber assassí de llegenda al Londres victorià per Sweeney Todd, les pintures de Georges Seurat per Sunday in the Park with George, els contes de fades per Into the Woods, i una col·lecció de personatges que han intentat assassinar al President dels Estats Units per Assassins.
Mentre que alguns crítics han argumentat que alguns musicals de Sondheim són menys populars degut a la seva gens habitual sofisticació en les lletres i la seva complexitat musical, d'altres han lloat aquestes característiques del seu treball, així com la interaccionació de les lletres i la música en els seus espectacles. Algunes de les innovacions més notables de Sondheim inclouen un espectacle presentat a l'inrevés (Merrily We Roll Along), i el ja mencionat Anyone Can Whistle, en el que el primer acte acaba amb el repartiment dient al públic que estan bojos.
Jerry Herman també tingué un paper significatiu al teatre musical nord-americà, començant amb la seva primera producció a Broadway, Milk and Honey (1961, 563 funcions), que tractava sobre la fundació de l'estat d'Israel, i seguí amb èxits com Hello, Dolly! (1964, 2,844 funcions), Mame (1966, 1,508 funcions), i La Cage aux Folles (1983, 1,761 funcions). Fins i tot els seus espectacles de menys èxit com Dear World (1969) i Mack & Mabel (1974) tenien partitures memorables (Mack & Mabel posteriorment seria modificada, convertint-se en un èxit a Londres). A més, diverses d eles tonades de Herman s'han convertit en cançons molt populars, com "Hello, Dolly!", "We Need a Little Christmas", "I Am What I Am", "Mame", "The Best of Times", "Before the Parade Passes By", "Put On Your Sunday Clothes", "It Only Takes a Moment", "Bosom Buddies", o "I Won't Send Roses", enregistrades per artistes com Louis Armstrong, Eydie Gorme, Barbra Streisand, Petula Clark i Bernadette Peters. El cançoner de Herman ha estat subjecte de dues populars revistes: Jerry's Girls (Broadway, 1985), i Showtune (off-Broadway, 2003).
El musical començà a divergir cap a la fi dels anys 50 del segle xx. La música rock també seria usada en diversos musicals, començant per Hair, on no només apareixia música rock, sinó que també apareixia la nuesa i opinions controvertides sobre la Guerra del Vietnam, les relacions racials i diversa problemàtica social més.

### Temes socials
Després de Show Boat i Porgy and Bess, mentre que la lluita a Amèrica pels drets civils de les minories progressava, Hammerstein, Harold Arlen, Yip Harburg i d'altres es llançaren a escriure més musicals que fomentessin la normalització de la tolerància social de les minories, demanant l'harmonia racial. Entre els primers treballs de l'Era d'Or dirigits cap a la tolerància racial apareixen Finian's Rainbow, South Pacific, i The King and I. A l'acabament de l'Era d'Or també aparegueren diversos musicals que tractaven sobre el judaisme i els costums jueus, com Fiddler on ther Roof, Milk and Honey, Blitz! i posteriorment, Rags. En un inici, West Side Story estava situat al Lower Estate Side, durant les festes de Pasqua; les bandes rivals estaven formades per jueus i per italians catòlics, però finalment l'equip creatiu va decidir que el conflicte entre polonesos i portorriquenys estava més fresc.
La tolerància ha esdevingut una temàtica important als musicals en les dècades recents. El final de West Side Story deixava un missatge de tolerància racial. Cap a la fi dels anys 1960, els musicals ja eren racialment integrats, amb els membres blancs i negres dels repartiments cobrint qualsevol paper, com succeïa a Hair. Els repartiments en alguns musicals són una temptativa per representar la comunitat com a subjecte del drama, com succeïa a Rent o a In the Heights. L'homosexualitat també ha estat explorada en alguns musicals, començant per Hair i, posteriorment i de manera més oberta, a La Cage aux Folles o Falsettos. Parade és una exploració tant de l'antisemitisme i el racisme històric americà.

## Èpoques més recents

### 1970
Després de l'èxit de Hair, els musicals rock van florir a la dècada de 1970, amb Jesus Christ Superstar, Godspell, The Rocky Horror Show o Two Gentlemen of Verona. Alguns d'aquests musicals rock començaren com a àlbums conceptuals, fent el salt al cine o a l'escenari, com Tommy. Alguns no tenien diàlegs o eren reminiscències de l'òpera, amb temes dramàtics i emotius. Per un altre costat, espectacles com Raisin, Dreamgirls, Purlie, i The Wiz portaren una significativa influència afroamericana a Broadway. A poc a poc s'anaren incorporant nous estils i gèneres variats als musicals, especialment al off-Broadway.
1975 portà un dels grans èxits del teatre musicals a l'escenari. A Chorus Line emergí de sessions de teràpia enregistrada per Michael Bennet partint d'assaigs de Gypsy. De centenars d'hores enregistrades, James Kirkwood, Jr. i Nick Dante van treure un llibret sobre una audició per a un musical, on hi apareixien moltes històries de la vida real que s'havien enregistrat, així com diverses variacions sobre les pròpies experiències. Amb música de Marvin Hamlisch i lletres de Edward Kleban, A Chorus Line s'estrenà al baix Manhattan. El boca-orella funcionà com mai entre el públic, alhora que els crítics es desfeien en elogis. L'espectacle es desplaçà al Shubert Theatre, on semblava que s'hi estaria per sempre. L'espectacle guanyà el Premi Tony i el Premi Pulitzer, i la seva cançó What I Did for Love esdevingué un èxit a l'instant.
Clarament, el públic de Broadway estava disposat a donar la benvinguda a noves formes de musicals. John Kander i Fred Ebb exploraren l'ascens del nazisme a Alemanya a Cabaret, i l'època de la Prohibició a Chicago, emprant tècniques antigues del vodevil per narrar la seva història d'assassinats i mitjans de comunicació. Pippin, de Stephen Schwartz, estava situat a l'època de Carlemany. La pel·lícula autobiogràfica 8½ de Federico Fellini, esdevingué Nine, de Maury Yeston. Al final de la dècada, Evita presentava una seriosa biografia política, mentre que Sweeney Todd era el precursor dels grans musicals foscos dels 80, com Les Misérables, Miss Saigon i The Phantom of the Opera, basats en històries dramàtiques, unes profundes partitures i efectes espectaculars. No obstant això, els valors antics també assoliren èxits com en els casos de Annie, 42nd Street o My One and Only, i també es realitzaren populars revivals de No, No, Nanette i Irene.

### 1980s i 1990s
Els vuitanta van arrencar amb el musical Fame (1980), d'Alan Parker, pel·lícula que narra les vivències dels estudiants de la New York High School of Performing Arts, llur esforç per a aconseguir l'èxit en el món artístic i llur lluita personal per a fer front a les dificultats socials i econòmiques. És un exemple d'aquesta nova sensibilitat realista que s'havia anat despertant dins del món del musical cap a les problemàtiques socials, en contraposició a les grans produccions dels anys cinquanta que perseguien més l'evasió i l'entreteniment, i que als noranta tornaríem a trobar amb Rent.
Als EUA, la dècada dels 80 i dels 90 va veure l'arribada i la influència dels mega-musicals o dels musicals-pop europeus, que normalment presentaven una música molt influenciada pel pop, grans repartiments i escenografies i que s'identificaven pels seus efectes notables: una aranya que queia (a Phantom) o un helicòpter que aterrava a l'escenari (a Miss Saigon). Molts d'ells estaven basats en novel·les o d'altres obres literàries. Entre els autors més importants d'aquests mega-musicals està l'equip francès format per Claude-Michel Schönberg i Alain Boublil, responsables de Les Misérables, que seria el musical internacional de més llarga duració de tota la història. L'equip, amb la col·laboració de Richard Maltby, Jr., seguí produint èxits, com Miss Saigon (inspirat en l'òpera de Puccini Madame Butterfly).

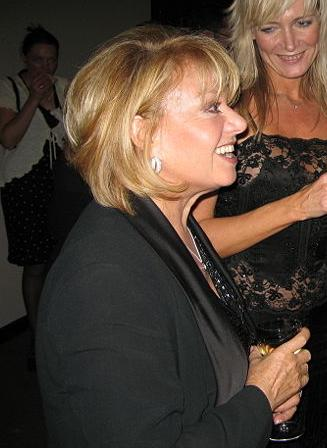
Elaine Paige, la Primera Dama del Teatre Musical Britànic

El compositor britànic Andrew Lloyd Webber tingué també grans èxits amb Evita, basat en la vida de la líder argentina Eva Perón, i Cats, adaptat dels poemes de T.S. Eliot, ambdós protagonitzats originalment per Elaine Paige, els èxits de la qual han fet que sigui considerada com la Primera Dama del Teatre Musical Britànic. Entre els altres èxits de Lloyd Webber apareixen Starlight Express, famós per ser interpretat en patins de línia; The Phantom of the Opera, adaptat de la novel·la de Gaston Leroux "Le Fantôme de l'Opéra"; i Sunset Boulevard, adaptació musical de la pel·lícula homònima. Diversos d'aquests treballs han estat representats (i algun encara segueix) durant dècades tant a Nova York com a Londres.
Els anys 90 també van veure l'arribada de les grans empreses en la producció de musicals. La més important d'elles ha estat la Walt Disney Company, que començà a adaptar algunes de les seves pel·lícules d'animació musicals als escenaris, (com Beauty and the Beast, The Lion King, Tarzan, Mary Poppins, The Little Mermaid o Der Glöckner von Notre Dame), i també ha creat alguna producció original, com Aida, amb música d'Elton John.
Amb l'augment de l'escala i dels costos dels musicals, l'estil va ser de vegades enfatitzat en favor de la substància durant les dues darreres dècades del segle xx. Paral·lelament, no obstant això, diversos escriptors trencaren amb aquesta moda i començaren a crear espectacles a una escala menor, però aclamats per la crítica i financerament rendibles, com Falsettoland, Passion, Little Shop of Horrors, Bat Boy: The Musical, o Blood Brothers. Els arguments varien enormement, així com l'estil de la música, però sovint són produïts a l'off-Broadway (o als petits teatres londinencs), i tenen uns repartiments menors i són, generalment, unes produccions molt menys cares, sovint remarcables per la seva imaginació i el seu caràcter innovador.
El cost de les entrades tant a Broadway com al West End (i, per extensió, allà on s'ha representat un gran musical) ha anat augmentant alhora que els seus costos, i s'estava advertint el risc que aquests musicals només poguessin ser vistos per uns públics cada cop menors. El musical Rent, de Jonathan Larson, (basat en l'òpera La Bohème), va ser presentat i dirigit per incrementar la popularitat dels musicals entre el públic jove. Presentava un repartiment jove, i la música estava altament influenciada pel rock dur. El musical esdevingué un gran èxit. Els seus joves fans (molts d'ells estudiants) feien cua durant hores al Nederlander Theatre a l'espera de guanyar un sorteig que els permetia comprar entrades de primera filera a $20.

### 2000

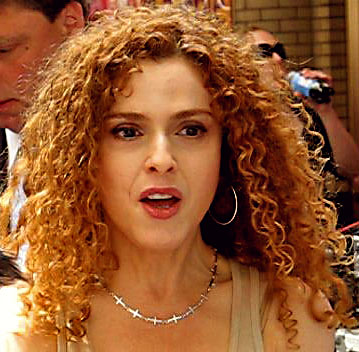
Bernadette Peters

Als darrers anys, les considerables inversions fetes pels productors ha portat a dues vies: alguns han optat per realitzar produccions noves i modestes, però innovadores, com Urinetown (2001), Avenue Q (2003), The 25th Annual Putnam County Spelling Bee (2005), Spring Awakening (2006), In the Heights (2007) i Next to Normal (2009). Però la majoria ha pres una ruta més segura amb revivals de Fiddler on the Roof, A Chorus Line, South Pacific, Gypsy, Hair, West Side Story i Grease, o amb produccions de material provat originari del cinema (The Producers, Spamalot, Hairspray, Legally Blonde, Billy Elliot, The Color Purple, Young Frankenstein, Shrek, 9 to 5) o de la literatura (Little Women, The Scarlet Pimpernel, Dracula o Wicked). Aquesta reutilització d'arguments, pràctica habitual de la Walt Disney Company (en musicals com Mary Poppins el 2004 o The Little Mermaid el 2008) ha estat considerat per alguns crítics com una redefinició de Broadway, convertint-se d'un lloc de creativitat a una simple atracció turística.
Avui el menys habitual és que hi hagi un únic productor, com David Merrick o Cameron Mackintosh, darrere d'una producció. Els conglomerats empresarials dominen Broadway, i sovint es realitzen aliances per portar a escena musicals que requereixen una inversió de 10 milions de dòlars, si no més. El 2002, Thoroughly Modern Millie tenia una llista de 10 productors, tant a nivell individual com empreses. Habitualment, les produccions de l'off-Broadway són molt menors i molt menys cares, i per tant, el desenvolupament dels nous musicals s'ha incrementat als petits teatres de Nova York i Londres; per exemple, musicals com Spring Awakening o Grey Gardensvan ser desenvolupats a l'off-Broadway abans de fer el salt a Broadway.
Diversos musicals han tornat al format espectacular que tant d'èxit va tenir als 80, en espectacles com Phantom of the Opera i Starlight Express, reprenent les extravaganzas que han aparegut al teatre de vegades durant tota la història del teatre, d'ençà que els romans realitzaven batalles navals fingides. Exemples d'això els tenim en les adaptacions de Gone With the Wind (2008) i The Lord of the Rings a Londres (2007), anunciada com la major producció de la història del teatre musical. Per l'altre costat, The Drowsy Chaperone, The 25th Annual Putnam County Spelling Bee o Xanadu van ser les alternatives de Broadway en que l'espectacle es representava sense interrupció, amb espectacles que duraven poc menys de dues hores. Els dos darrers, juntament amb treballs com Avenue Q, també representen la possibilitat de presentar musicals de petita escala i capaços d'obtenir beneficis.
Els musicals jukebox
Un altre camí ha estat crear un argument mínim partint d'una sèrie de cançons que ja havien estat èxits. Després de l'èxit de Buddy - The Buddy Holly Story, han aparegut musicals com Movin' Out (2002, basat en les cançons de Billy Joel), Good Vibrations (the Beach Boys), All Shook Up (Elvis Presley), Lennon (2005), Jersey Boys (2006, The Four Seasons), The Times They Are A-Changin' (2006, Bob Dylan), i d'altres. Aquest estil sovint és referit com musical jukebox. També s'han realitzat musicals amb una trama argumental més sòlida, girant al voltant del cànon d'un grup de pop en particular, com Mamma Mia! (1999, interpretant cançons d'ABBA), Our House (2002, basat en les cançons de Madness) o We Will Rock You (2002, basat en el treball de Queen).
Renaixement del cinema musical i dels musicals televisius.
Després de l'adaptació al cinema el 1996 d'Evita, la primera pel·lícula musical d'èxit en prop de dues dècades, Baz Luhrmann continuà la revifalla del cinema musical amb Moulin Rouge! (2001). Després arribarien nous èxits, incloent-hi Chicago el 2002, The Phantom of the Opera el 2004, Dreamgirls el 2006, Hairspray, Sweeney Todd el 2007 o Mamma Mia! el 2008. How the Gralch Stole Christmas! (2000) i The Cat in the Hat (2003), de Dr. Seuss van portar a l'acció els llibres infantils, convertint-los en pel·lícules musicals; i les pel·lícules animades musicals de Disney també van contribuir a preparar el camí per a la tornada del cinema musical. A més, a l'Índia es produeixen multitud de pel·lícules musicals a Bollywood, i al Japó s'estan produint pel·lícules musicals anime.
Als 90 es feren populars les pel·lícules musicals fetes per a la televisió, com (Gypsy (1993), o Cinderella (1997)). Diverses de fet eren adaptacions de la versió teatral, com South Pacific el 2001, The Music Man el 2003 i Once Upon A Mattress el 2005; o una versió televisiva del musical Legally Blonde el 2007. A més, diversos musicals han estat enregistrats en escena i emesos en televisió, com Contact el 2002, i Kiss Me Kate i Oklahoma! el 2003.
Per un altre costat, diversos programes de televisió han fet episodis com un musical. Entre els exemples trobem episodis de sèries com Ally McBeal, Xena, Buffy the Vampire Slayer, That's So Raven, Dària, Oz Variety, Scrubs. En altres sèries s'han inclòs escenes on els personatges de sobte comencen a cantar i a ballar a l'estil del teatre musical durant un episodi, com ha succeït en sèries com The Simpsons, 30 Rock, Hannah Montana, South Park o Family Guy.
També hi ha musicals fets per a Internet, incloent-hi Dr. Horrible's Sing-Along Blog,, sobre un super-dolent interpretat per Neil Patrick Harris. Per un altre costat s'han realitzat diversos reality-shows per promocionar musicals, en concursos a la recerca dels protagonistes. Entre els exemples trobem How Do You Solve a Problem Like Maria?, Grease: You're the One that I Want!, Any Dream Will Do and Legally Blonde - The Musical: The Search for Elle Woods.

## Musicals internacionals
Si bé el musical com a tal on més ha proliferat és als Estats Units i al Regne Unit, per tot Europa s'han produït diverses formes d'òpera lleugera popular i d'operetes, com la sarsuela a Espanya. Tot i que aquesta tradició ja existia, ha estat en les darreres èpoques en què el musical ha esdevingut més actiu.
Els musicals d'altres països angloparlants (notablement Austràlia i el Canadà) arriben de vegades a Broadway o a Londres (com per exemple, The Boy from Oz o The Drowsy Chaperone). Sud-àfrica té una escena activa de teatre musical, amb revistes com African Footprint i Umoja i musicals com Kat and the Kings i Sarafina!.
Entre els musicals d'èxit a l'Europa continental hi ha espectacles alemanys (Elixier o Ludwig II), austríacs (Tanz der Vampire, Elisabeth, Mozart! o Rebecca), txecs (Angelika), francesos (Notre Dame de Paris, Le Roi Soleil, Les Misérables, Angélique, Marquise des Anges o Romeo & Juliette) i espanyols (Hoy no me puedo levantar).
Al Japó, darrerament han aparegut noves formes de teatre musical, tant animat com en viu, principalment basat en anime i manga, com Kiki's Delivery Service o Tenimyu. La popular sèrie Sailor Moon té 29 musicals. Des del 1914, la popular companyia formada per dones Takarazuka Revue han realitzat una sèrie de revistes populars, tenint actualment 5 companyies en gira.

## Rellevància
The Broadway League anuncià que a la temporada 2007-08 es van vendre 12,27 milions d'entrades pels espectacles de Broadway, amb uns ingressos de gairebé 1.000 milions de dòlars. A la memòria també s'afirmava que gairebé el 65% de les entrades de Broadway havien estat adquirides per turistes, dels quals un 16% eren estrangers (aquestes xifres no inclouen els espectacles de l'Off Broadway i similars). La Society of London Theatre informà que el 2007 es marcà un rècord d'assistència a Londres, amb 13,6 milions d'entrades venudes pels teatres del Central London, i uns ingressos per taquillatge de £469,7 milions. També, com s'ha dit abans, l'escena internacional dels musicals ha estat particularment activa en els darrers anys.
Tot i això, Stephen Sondheim s'ha mostrat menys optimista:
| « | Hi ha dues menes d'espectacles a Broadway; els revivals i la mateixa mena de musicals una vegada i una altra. Si compres entrades per "The Lion King" amb un any d'anticipació, i essencialment una família... passa que els fills pensen que el teatre és allò: un espectacle musical que veus una vegada a l'any, una versió en escena d'una pel·lícula. Això no té res a veure amb el teatre. No crec que el teatre mori per això, però mai no serà el que va ser... És una atracció turística. " | » |

Però l'èxit de materials originals com Avenue Q, Urinetown, o Spelling Bee, així com imaginatives revisions de pel·lícules com Millie, una noia moderna, Hairspray, Billy Elliot o The Color Purple, o la transformació d'obres de text en musicals, com Spring Awakening, han motivat que l'escriptor John Kenrick es pregunti: 
| « | El musical és mort?... absolutament no! Canviant? Sempre. El musical ha estan canviant contínuament des que Offenbach va fer la seva primera reescriptura al 1850. I el canvi és el signe més clar que el musical és un gènere viu i creixent. Tornarem a l'anomenada "era d'or", amb musicals en el centre de la cultura popular? Probablement no. El gust del públic ha canviar, i les arts comercials només poden aguantar allà on ho permeti el públic que paga | » |

## Musicals en català
D'un temps ençà a Catalunya s'han començat a crear i produir musicals. La companyia que en aquest sentit ha estat més prolífica ha estat Dagoll Dagom (fundada l'any 1974) que ha creat, produït i representat musicals com Antaviana, La nit de Sant Joan, Glups, Mar i cel o Flor de Nit, entre molts d'altres. Gaudí, d'Albert Guinovart va ser produïda per focus i representada al Barcelona Teatre Musical. Al mateix temps s'han produït, també, adaptacions de musicals d'èxit a Londres i Broadway; i,aprofitant el bon moment del musical, s'han produït adaptacions d'operetes de W. S. Gilbert i Arthur Sullivan com El Mikado o The Pirates of Penzance. En els darrers anys han proliferat arreu els espectacles a base de cançons prou conegudes de grups de culte, els anomenats musical jukebox, com per exemple Mamma Mia, estrenada a Londres, a base de cançons del grup ABBA, We will rock you, amb cançons de Queen, o Hoy no me puedo levantar, partint del repertori de Mecano.
Noms com Àngels Gonyalons, Ricard Reguant, el musical més petit, Esteve Ferrer, Mario Gas, Joan Vives, Albert Guinovart o Òscar Roig, per citar-ne alguns, han consolidat el gènere a Catalunya fins avui dia.

### Llista de musicals en català
- 1922 Pel teu amor. Música: Josep Ribas i Gabriel, Lletra: Miquel Poal i Aregall.
- 1970 El Retaule del Flautista, de Jordi Teixidor.
- 1970 Ja hi som tots, Teatre Romea, Original de Radimir Bascompte amb Col·laboració amb Sebastià Gasch. Arranjament musicals Lleó Borrell.
- 1970 Trincar i riure, La Trinca, Direcció Salvador Mel·lo.
- 1973 Mort de gana show. Teatre Romea. La Trinca
- 1976 La Granja Animal. De Joan Vives Santfeliu i Luis M. Ros
- 1976 La Pau (retorna a Atenes) d'Aristòfanes. Versió de Rodolf Sirera. Direcció Carles Maicas
- 1977 Home amb blues. Música Joan Vives i Jazz. Direcció i muntatge Guillem Jordi Graells i Josep Montanyès.
- 1977 Ascensió i caiguda de la ciutat de Mahagony. Teatre Lliure. Música Kurt Weill. Direcció Fabià Puigserver.
- 1978 Don Jaume Primer el Conquistador de Serafí Pitarra. Música La Trinca
- 1978 Antaviana. de Dagoll Dagom, Música Jaume Sisa. Direcció Joan Lluís Bozzo.
- 1979 La Bella Helena. Teatre Lliure. Text Peter Hacks. Música Jacques Offenbach. Direcció Pere Planella.
- 1980 El Príncep i l'aviador. espectacle de Ricard Reguant, Música Toni Olivé, Direcció Esteve polls
- 1981 Nit de Sant Joan. Dagoll Dagom, Música Jaume Sisa. Direcció Joan Lluís Bozzo.
- 1982 Fulgor i mort de Joaquín Murieta. Teatre Lliure. Text Pablo Neruda. Música Josep M. Mainat. Direcció Fabià Puigserver.
- 1983 Glups!! Dagoll Dagom. Música Joan Vives Santfeliu. Direcció Joan Lluís Bozzo.
- 1984 La Flauta màgica. Música W.A. Mozart. Text E. Schikaneder. Direcció musical Josep Pons. Direcció Fabià Puigserver
- 1984 L'Òpera dels tres rals. De Bertolt Brecht i Kurt Weill. Direcció Mario Gas. Direcció musical Manuel Gas.
- 1985 El Roig i el Blau. de Joan Iliver i Juil Sanderan. Direcció musical Xavier Dolç. Direcció Montserrat Julió
- 1986 El Tango de Don Joan, Direcció:Jérôme Savary, Direcció musical: Josep M. Duran
- 1986 El Mikado versió de Dagoll Dagom de W.S. Gilbert i A. Sullivan. Direcció Joan Lluís Bozzo. Direcció musical Joan Vives Sanfeliu.
- 1987 Quarteto da Cinque. Moviment escènic Joan Lluís Bozzo
- 1987 La Botiga dels Horrors. Lletres Alan Menken. Música Howard Ashman. Direcció Joan Lluís Bozzo.
- 1988 Mar i cel. Dagoll Dagom. Text. Xavier Bru de Sala, basat en l'obra d'Àngel Guimerà. Música Albert Guinovart, Direcció Joan Lluís Bozzo. Direcció musical Xavier Casademunt
- 1988 El Giravolt de maig de Josep Carner. Música Eduard Toldrà. Direcció musical Joan Josep Olives. Direcció Domènech Reixach
- 1998 Guys & Dolls de Frank Loesser, Jo Swerling &Abe Burrows. TNC Direcció musical Manuel Gas. Direcció escènica Mario Gas.
- 1990 Estan tocant la nostra cançó. Música Mervin Hamlisch. Lletra Carole Bayer Sager. Direcció Ricard Reguant. Direcció musical Joan Vives Santfeliu.
- 1990 Jo no em quedo per vestir sants, Ester Formosa
- 1991 Snoopy, El musical. De Charles M.Sculz. Música Larry Grossman. Lletra Hal Hackady Direcció Ricard Reguant. Direcció musical Jordi Doncos.
- 1991 Memory. Direcció Ricard Reguant. Direcció musical Jordi Doncos
- 1992 Flor de Nit, de Dagoll Dagom. Música Albert Guinovart. Llibret Manuel Vázquez Montalbán. Direcció Joan Lluís Bozzo. direcció musical Josep Maria Duran.
- 1992 Cabaret de John Kander i Fred Ebb.
- 1992 La Lloll, un xou ven viu. Direcció Josep M. Mestres
- 1993 Tots dos. Direcció Ricard Reguant. Direcció musical Jordi Doncos. Amb cançons de Stephen Sondheim
- 1993 Historietes, de Dagoll Dagom Direcció Joan Lluís Bozzo
- 1993 Casem-nos una mica, de Stephen Sondheim. Direcció de Pere Planella. Adaptació de Guillem-Jordi Graells. Direcció musical de Lluís Vidal. Intèrprets: Nina i Pep Anton Muñoz.
- 1994 Germans de Sang de Willy Russell. Direcció Ricard Reguant. Direcció musical Jordi Doncos.
- 1994 Cal dir-ho? Eugène Labiche, Alfred Duru, Jean-Laurent Cochet. Direcció Josep Maria Flotats
- 1995 Blues en la nit de Sheldon Epps. Direcció Ricard Reguant. Direcció musical Jordi Doncos.
- 1995 Sweeney Todd: el barber diabòlic del carrer Fleet, de Stephen Sondheim. Direcció de Mario Gas. Estrenat al Teatre Poliorama de Barcelona.
- 1995 T'odio, amor meu, basat en històries de Dorothy Parquer. Música de Cole Porter i Joan Vives Sanfeliu. Text de [[Joan Lluís Bozzo]], Anna Rosa Cisquella i Miquel Periel. Estrenat al Teatre Victòria de Barcelona el dia 10 de gener de 1995.
- 1996 Cançons, de Dagoll Dagom. Moviment escènic Joan Lluís Bozzo.
- 1996 Tu, jo, ell, ella i Webber... i Schönberg.... El musical més petit. Direcció Daniel Anglès. Direcció musical Manu Guix
- 1996 The Rocky Horror Show de Ricchard O'Brien. Direcció Ricard Reguant. Direcció musical Jordi Doncos
- 1996 Candide de Leonard Berstein. Direcció Xavier Albertí
- 1996 El Retaule del Flautista de Jordi Teixidor. Direcció Joan Lluís Bozzo. Direcció musical Joan Vives Santfeliu.
- 1997 Els Pirates de W.S. Gilbert i A. Sullivan versió de Dagoll Dagom. Direcció Joan Lluís Bozzo. Direcció musical Joan Vives Santfeliu.
- 1997. Company, de Stephen Sondheim. Dirigida per Calixto Bieito
- 1997 Chicago de Johon Kander i Fred Ebb.Direcció Marc Montserrat.
- 1999 Sóc lletja de Sergi Belbel, Oscar Roig i Jordi Sánchez.
- 1997 Assassins, de Stephen Sondheim. Direcció Ricard Reguant. Direcció musical Jordi Doncos.
- 1987 El rei de l'orient. de Joan Rendé. Música Jacques Offenbach. Direcció Carlo Boso
- 1998 El somni de Mozart de El musical més petit. Direcció Daniel Anglès. Direcció musical: Manu Guix.
- 1998 Corre Corre Diva, Coreografia i direcció Ramon Oller. Direcció musical Lluís Vidal. Direcció Teatral Joan Castells.
- 1998 Àngels, Direcció Ricard Reguant. Direcció musical Jordi Doncos.
- 1998 Un musical conflictiu. Direcció musical Josep Maria Borràs. Direcció Toni Martínez
- 1998 Un cop més una mica de música. El musical més petit. Direcció Daniel Anglès. Direcció musical Manu Guix.
- 1999 El somni d'una nit d'estiu. Música Josep Maria Borràs. Direcció Martin Blanchet.
- 1999 Chaise Longue, Direcció Miquel Crespi.
- 2000 Cacao, de Dagoll Dagom Direcció Joan Lluís Bozzo. Música Santiago Auserón.
- 2000 Mals d'amor d'una gata Francesa de René de Ceccatty i Alfredo Arias. Música Arturo Annecchino. Direcció Aldredo Arias i Marilú Marini
- 2000 Casta Diva, El musical més petit. Direcció Daniel Anglès i Víctor Àlvaro. Direcció musical Dani Espasa.
- 2000 A Little Night Music, de Stephen Sondheim. Dirigida per Mario Gas. Direcció musical Manuel Gas
- 2000 T'estimo, ets perfecte... ja et canviaré de Joe Dipietro i Jimmy Roberts. Direcció Esteve Ferrer. Direcció musical Manuel Gas.
- 2000 El Temps de Plank Música Òscar Roig. Text i direcció Sergi Belbel.
- 2001 Full Monty de David Yazbek Direcció Mario Gas. Direcció musical Manuel Gas.
- 2001 Working. Teatre del sol. Studs Terkel. Direcció Ramon Ribalta
- 2001 Tot Lloll Direcció Josep M. Mestres.
- 2001 Adéu a Berlin, basat en l'obra Cabaret. Direcció Josep Costa. Direcció musical Xavier Torras.
- 2001 La Bella Helena de Jaques Offenbach. Direcció Josep Maria Mestres. Direcció musical Lluís Vidal.
- 2002 Poe, de Dagoll Dagom Direcció Joan Lluís Bozzo. Música Òscar Roig
- 2002 Gaudí, Música Albert Guinovart. Llibret Jordi Galceran i Esteve Miralles. Direcció musical Francesc Guillén
- 2002 Amants de Joe Dipietro i Jimmy Robert. Direcció Paco Mir
- 2002 Molt soroll per Shakespeare. El musical més petit 2. Música Xavier Torras. Direcció musical Sergi Cuenca. Direcció Daniel Anglès.
- 2003 La Perritxola de Jacques Offenbach, Direcció Joan Lluís Bozzo. Direcció musical Joan Vives Santfeliu
- 2003 Jugant a Rodgers. El musical més petit. Direcció musical Xavier Torras. Direcció Daniel Anglès
- 2003 Fama, El musical. Teatre del sol. David de Silva. Direcció Ramon Ribalta. Direcció musical Olaguer Alguersuari
- 2003 Porter paradís d'E.Blanchet. Cia.VersusTeatre. Direcció E. Alavedra. Direcció musical Sergi Cuenca.
- 2003 The Fantastiks. Direcció Montse Pellicer.
- 2003 20 anys i una nit. Nina. Direcció Andreu Buenafuente. Direcció musical Joan Monné
- 2003 Orfeu als inferns de Jacques Offenbach,Teatre Romea. Direcció Joan Anton Rechi. Direcció musical Antoni Parera Fons
- 2004 No són maneres de matar una dona, de Douglas J. Cohen. Dirigida per Sílvia Sanfeliu.
- 2004 De l'Òpera al musical. El musical més petit 2. Direcció Daniel Anglès. Direcció musical Xavier Torras
- 2004 Mar i Cel de Dagoll Dagom, Text: Xavier Bru de Sala, basat en l'obra d'Àngel Guimerà. Música Albert Guinovart, Direcció Joan Lluís Bozzo. Direcció musical Joan Vives Santfeliu
- 2005 Paradís. Música Albert Guinovart. Direcció Josep Maria Mestres.
- 2005 Off Broadway. El musical més petit. Direcció musical Sergi Cuenca. Direcció Daniel Anglès
- 2005 El Mikado. Versió de Dagoll Dagom de W.S. Gilbert i A. Sullivan. Direcció Joan Lluís Bozzo. Direcció musical Joan Vives Sanfeliu.
- 2006 Joseph i l'increïble abric en technicolor. d'Andrew Lloyd Webber Teatre del Sol Direcció Ramon Ribalta. Direcció musical Oleguer Alguersuari
- 2006 Merrily we roll allong. de Stephen Sondheim. El musical més petit. Direcció musical Sergi Cuenca. Direcció Daniel Anglès
- 2006 Tu, Jo, Ell, Ella... i 10 anys més. El musical més petit. Direcció musical Sergi Cuenca. Direcció Daniel Anglès
- 2006 Musi... cal?Text: Xavi Morató i Sílvia Navarro. Música: diversos compositors. Direcció: Salva Soler
- 2006 John & Jen. Direcció David Pintó. Direcció musical Xavier Torras.
- 2007 Boscos endins, de Stephen Sondheim. Dirigida per Joan Lluís Bozzo
- 2007 De Pel·lícula. El musical més petit 2 Direcció musical Sergi Cuenca. Direcció Daniel Anglès.
- 2007 Les Dones de Sondheim i Kander. Música John Kander i Stephen Sondheim. Direcció Antoni Font
- 2007 Sherlock Holmes i el club dels pèl-rojos. Música Xavier Torras. Lletra David Pintó. Llibret Miquel Agell i Iván Campillo
- 2007 Ruddigore o la Nissaga maleïda de W.S. Gilbert i A. Sullivan. Egos Teatre. Direcció Joan Maria Segura i Bernades. Direcció musical Francesc Mora
- 2008 Aloma, adaptació de l'obra de Mercè Rodoreda, portada al TNC per Dagoll Dagom
- 2008 Què, el nou musical, guió d'Àlex Mañas, direcció musical Manu Guix, direcció general Àngel Llàcer.
- 2008 Sondheim (Déus dels Teatres somrieu). Direcció Oscar Mas
- 2008 Cançons per un nou món. Música i lletra: Jason Robert Brown. Direcció Cristina Raventós i Irene Hernández. Direcció musical Joan Casals i Raül Patiño
- 2008 Aquests 5 anys. El musical més petit. Música i lletra Jason Rober Brown. Direcció musical Sergi Cuenca. Direcció Daniel Anglès
- 2009 Alguna cosa divertida va passar camí del fòrum. De Stephen Sondheim. Direcció escènica Antoni Font. Direcció musical Arnau Tordera
- 2009 1 Altre musical. Text: Xavi Morató, Música: diversos compositors, Direcció: Alícia Serrat
- 2009 Un cau de mil secrets. El musical més petit 2. Música i lletra Joan Vives Santfeliu. Direcció Roger Julià
- 2009 Fràgil. Música: Miquel Tejada. Idea i llibret: Irene Garrido. Direcció: Carles de la Rosa
- 2010 La Nit de Sant Joan. Dagoll Dagom. Música Jaume Sisa. Direcció musical Xavier Torras. Direcció Carles Alberola
- 2010 El llibre de la selva. El musical més petit 2. Lletres Daniel Anglès. Música Sergi Cuenca, Ferran González i Roger Julià.
- 2010 Geronimo Stilton, El musical del Regne de la fantasia. Música: Manu Guix, Lletra: Enric Llort.
- 2009 Joan Sense Por. Egos Teatre. Direcció Joan Maria Segura i Bernades. Música Francesc Mora.
- 2009 El show de la Lloll, 25 anys. Direcció Enric Llort, Direcció musical Sergi Cuenca.
- 2010 La casa sota la sorra. Egos teatre. Direcció Joan Maria Segura i Bernades. Música Francesc Mora.
- 2011 Cop de Rock. Dagoll Dagom. Direcció Joan Lluís Bozzo. Direcció musical Xasqui Ten i Toni Ten.
- 2011 Killer. Música Xavier Mestres. Lletres i llibret Guillem Clua. Direcció Josep Maria Segura.
- 2011 La Vampira del Raval. Música Albert Guinovart. Direcció Jaume Villanueva. Direcció musical Andreu Gallén.
- 2011 Hensel i Gretel. El musical més petit 2. Música Ferran González i Àngel Valverde.
- 2011 El crim de Lord Arthur Savile. Egos Teatre. Direcció Joan Maria Segura i Bernades. Música Francesc Mora
- 2011 El projecte dels bojos. Música Marc Sambola. Lletres Laia Martí. Direcció Marc Vilavella
- 2011 Del Ter al Plata. Música Joan Viladomat. Direcció Jaume Collell
- 2012 La família irreal. Dagoll Dagom Miroria absoluta. Direcció Joan Lluís Bozzo i Joan Rufas. Direcció musical Xasqui Ten i Toni Ten
- 2012 Records a Broadway, La Nota Teatre. Direcció Antoni Font. Direcció musical Arnau Tordera.
- 2012 Game Over de Jaume Giró.
- 2012 Set núvies per a set germans. Teatre del sol. Lawrence Kasha/David Landay Direcció Ramon Ribalta. Direcció musical Olaguer Alguersuari
- 2012 Viatge a la lluna. Música Xavier Montsalvatge i Albert Guinovart. Text Josep Maria Espinàs i Pau Miró
- 2012 Sing song swing. Els Pirates Teatre
- 2012 Millet, El musical. Música Xavier Bonfill. Dramatúrgia i lletres Xavi Morató
- 2012 Over the moon. Direcció David Pintó. Direcció musical Xavier Torras
- 2013 The Wild Party, d'Andrew Lippa, versió de Roger Batalla i direcció d'Anna Valldeneu. Direcció musical Filippo Fanò
- 2013 Super 3 El musical. Dagoll Dagom, Club Súper 3 Direcció Joan Lluís Bozzo i Gerard Hausmann. Direcció i producció musical Marc Parrot
- 2013 Hora de Hits. La Nota Teatre. Direcció Antoni Font. Producció musical Arnau Tordera
- 2013 Babet, Música Óscar Peñarroya. Direcció Anna Ponces
- 2013 Improadway. Rai Borrell. José Malaguilla i Roger Julià
- 2013 Els guapos són els raros, Direcció Enric Cambray
- 2013 T'estimo ets perfecte ... ja et canviaré de Joe Dipietro i Jimmy Roberts Direcció Elisenda Roca, Direcció Musical Andreu Gallén
- 2013 Goodbye Barcelona'' de Judith Johnson i KS Lewkowicz. Direcció musical Dani Campos
- 2013 La Dama. Text: Xavi Morató. Música: Berta Peñalver. Direcció: Xavi Morató
- 2013 Germans de Sang de Willy Russell. Direcció Ricard Reguant. Direcció musical Dani Campos
- 2013 Marry me a little, Stephen Sondheim. Teatre Lliure. Direcció Toni Martín. Direcció musical Xavier Torras
- 2013 1714 Crònica d'un setge, Música Ferran González. Direcció Agustina Solé i Gerard Nicasi.
- 2013 Boig per tu. Direcció musical Pep Sala. Direcció Ricard Reguant
- 2014 L'esquella de la Torratxa. Egos Teatre. Direcció Egos Teatre. Direcció musical Francesc Mora
- 2014 Isavel el musical. Música Antoni Mas. Direcció Kim Planella
- 2014 Generació de merda. Text: Xavi Morató. Música: Gerard Sesé. Direcció: Xavi Morató
- 2014 Josafat, Direcció Joan Solana. Música Marc Timón, Llibret Josep Pujol
- 2014 Per sobre de totes les coses (Bare, a pop opera) Direcció musical Miquel Tejada. Direcció Daniel Anglès
- 2014 Nevares (en concert) Text i música: Ignasi Roda. Direcció musical Pep Pladellorens
- 2014 Mar i Cel. Dagoll Dagom. Text: Xavier Bru de Sala, basat en l'obra d'Àngel Guimerà. Música Albert Guinovart, Direcció Joan Lluís Bozzo. Direcció musical Joan Vives Sanfeliu
- 2014 Flor de Nit -El cabaret-. Música Albert Guinovart. Text Manuel Vázquez Montalban. Direcció Víctor Àlvaro. Direcció musical Xavier Torras
- 2014 Mares i Filles música Clara Peya lletra David Pintó direcció musical Clara Peya direcció David Pintó
- 2014 L'Esbudellador de Whitechapel. Música Josep Ollé. Direcció Marga Parrilla i Oriol Estefanell. Direcció musical Esteve Costa.
- 2014 Polònia, El musical. Text: Jordi Galceran. Direcció Xavier Ricard.
- 2014 El Petit Príncep. Música: Manu Guix. Direcció Àngel Llàcer.
- 2014 Somriures i llàgrimes. Música: Richard Rodgers, Lletra: Oscar Hammerstein II, Direcció i adaptació: Juli Rodríguez / Marta Torras
- 2014 Fang i setge. Música: Salvador Brotons, Lletra: Josep Pedrals, Llibret: Marc Rosich, Direcció: Joan Font
- 2015 Mares i filles. Text: David Pintó. Música: Clara Peya.
- 2015 La Monyos. Música: Pedro Pardo, Llibret: Albert López Vivancos, Ajudant de direcció: Marga Parrilla
- 2015 Vintage. Direcció: Jumon Erra. Adaptació de les letras al català de Marc Gómez.
- 2015 A la Burgesa. Direcció i text: David Pintó. Música: Dani Campos.
- 2015 Frank V. Direcció Josep M. Mestres Música: Paul Burkhard i Arnau Tordera
- 2015 Guapos i Pobres. Direcció llibret i lletres: Toni Martin. Música: Xavier Torras
- 2015 The Feliuettes. Direcció: Martí Torras, Dramatúrgia: Xavi Morató. Arranjaments musicals: Gerard Sesé
- 2015 Una Ronda. Direcció:Josep M. Costa. Cançons: Cole Porter
- 2015 Dies normals, d'Adam Gwon. Direcció: Ferran Guiu, Direcció musical: Joan Comaposada
- 2015 Balla amb mi. Toni Viñals i Marc Garcia Rami. Direcció Xavi Casan
- 2015 Fang i Setge. Música Salvador Brotons, Lletres: Josep Pedrals, Llibret: Marc Rosich. Direcció: Marc Angelet
- 2015 Van Gogh, El musical, de Joan i Jordi Olivé
- 2015 Molt soroll per no res, Direcció: Àngel Llàcer, Direcció musical: Manu Guix, Text: William Shakespeare, Música Cole Porter
- 2015 Cinc, Direcció David Pintó, Direcció musical: Marc Sambola
- 2015 Sugar (Ningú és perfecte), Direcció: Pau Doz, Direcció musical: Bernat Hernández.
- 2015 73 Raons per deixar-te, Direcció: Elisenda Roca. Direcció musical: Andreu Gallén. De: Guillem Clua i Jordi Cornudella
- 2016 Rent, Direcció: Daniel Anglès, Direcció musical: Miquel tejada, de: Jonathan Larson
- 2016 Scaramouche, de Dagoll Dagom amb música d'Albert Guinovart Direcció: Joan Lluís Bozzo, Direcció musical: Joan Vives
- 2017 El despertar de la primavera de Steven Sater i Duncan Sheik. Direcció: Marc Vilavella
- 2018 Fun Home de Jeanine Tesori. Direcció: Daniel Anglès[42]
- 2018 Strange Fruit, a partir de cançons interpretades per dones afro americanes. Direcció: Xavi Casan. Direcció musical: Dani Campos
- 2019 Jacuzzi de Marc Rosich i Clara Peya[43]
- 2019 Plaers InFINNits. Un cicle de cançons amb música de William Finn. Direcció: David Pintó[44]
- 2020 Barcelona 24 hores. Un musical de Pau Barbara Mir. Direcció: Marc Flynn[45]
- 2020 El mag d'Oz de Marc Artigau, Paula Jornet i Arnau Vallvé. Direcció: David Selvas[46]
- 2020 Una llum tímida d'Àfrica Alonso i Andrea Puig Doria. Direcció: Marilia Samper[47]
- 2021 La filla del Mar, d'Angel Guimerà. Amb lletres i música de Jaume Viñas i Marc Sambola.[48]
- 2021 Golfus de Roma de Stephen Sondheim. Direcció: Daniel Anglès i Roger Julià.[49]
- 2022 Pares normals, de Els Amics de les Arts, Minoria Absoluta i Marc Artigau. Direcció: Sergi Belbel[50]
- 2023 L'alegria que passa, de Dagoll Dagom, amb música d'Andreu Gallén i lletres de Marc Rosich

## Televisió
- 1993. I Ara què, Xènia, Dirigida i Realitzada per Ricard Reguant i produïda per TV3. Protagonitzada per Àngels Gonyalons i Carles Sabater. La música de la careta era de IA & Batista 12 capítols i l'especial de cap d'any 1993
  - Números musicals de la sèrie:
  - M'agrada la ciutat, del musical The Act
  - Perquè no et vols casar, del musical The Act
  - Lola ho vol, del musical Damn Yankees
  - Fes el boig, del musical The Pirate
  - Saps què m'han dit?, del musical High Society
  - Viva las Vegas
  - Quina foto, del musical Half a Sixpence
  - Els temps canvien, de la Pel·lícula musical All That Jazz
  - Sempre voldré viure amb tu, del musical The Boyfriend
  - Quan fa calor, del musical Kiss Me Kate
  - Quan és el moment d'actuar, del musical Hello Dolly
  - L'últim vall del món, del musical Miss Saigon
  - Especial cap d'any 1993:
  - Cap d'any a TV3 (There's No Business Like Show Business), del musical Anie Get Your Gun
  - Una dona Sensacional (Beautiful girls), del musical Follies
  - One, del musical A Chorus Line
  - Samba, de Jordi Doncos
  - L'estil (Style), del musical 4 Gàngsters de Chicago
  - Seré millor (Number one), del musical The Trap
  - Bli-Blip, del musical Sophisticated Ladies
  - La gespa és molt més verda (The Grass Is Always Greener), del musical The Woman of the Year
  - Bye bye Birde
- 2012. Fem un musical. Dirigit per Antoni Font i produït pel 9TV i El Teatre l'Atlàntida. 12 Programes 1 especial cap d'any i 1 gala final de càsting en directe. Guanyador a la 32a edició dels Premis de Televisió Local de Catalunya, com el millor programa de televisió local de 2012.
  - Fem un musical és una iniciativa de L'Atlàntida, Centre d'Arts Escèniques d'Osona i de l'Ajuntament de Vic, amb el suport de la Fundació La Caixa i d'El 9 TV. Es tracta d'un projecte participatiu per a nens i nenes entre catorze i divuit anys, inclòs dins la Proposta d'Arts Escèniques per a les Escoles de Vic. El projecte Fem un Musical s'estructura en diverses etapes durant el curs escolar 2011-2012; comença amb un procés de repartiment de papers i de funcions entre els alumnes que es presenten voluntàriament, i acaba amb la representació d'un espectacle musical a L'Atlàntida, a la fi d'abril.
  - Aquest espectacle va ser Joseph i l'Increïble abric en Technicolor, d'Andrew Lloyd Webber i Tim Rice. Dirigit Per Antoni Font, amb Coreografia de Karina Amato i direcció musical de Ramon Ferrer i Joan Gudayol.